# Liste öffentlicher Bücherschränke in Niederösterreich
Dieser Artikel enthält öffentliche Bücherschränke in Niederösterreich und erhebt keinen Anspruch auf Vollständigkeit.

## Statistik
Derzeit sind in Niederösterreich 278 öffentliche Bücherschränke erfasst (Stand: 30. Juli 2025).

## Liste öffentlicher Bücherschränke gereiht nach Gemeinde
| Bild                                    | Ausführung                | Gemeinde                                                              | Bezirk                 | Seit | Anmerkung | Lage                                                                     |
| --------------------------------------- | ------------------------- | --------------------------------------------------------------------- | ---------------------- | --- | --- | ------------------------------------------------------------------------ |
|                                         | Telefonzelle              | Achau                                                                 | Mödling                | 2019 | Die beleuchtete Bücherzelle („Bibliothek Achau“) – ein Gemeinschaftsprojekt von Gemeinde und Pfarre – steht an der L2080 in der Nähe des Gemeindeamtes. Ende Mai 2019 wurde die Zelle mit einem größeren und stabileren Regal ausgestattet. | ⊙ nächst Hauptstraße 23, 2481 Achau                                      |
|                                         | Telefonzelle              | Albrechtsberg an der Großen Krems                                     | Krems-Land             | | Die Bildmontage zeigt das von der Bücherei „Bücher im G'wölb“ der Kulturwerkstatt Albrechtsberg betreute Offene Bücherregal (Büchertisch) im rund um die Uhr zugänglichen Vorraum der Raiffeisenbank Region Waldviertel Mitte im Gebäude des Gemeindeamts. | ⊙ Albrechtsberg 41, 3613 Albrechtsberg an der Großen Krems               |
|                                         | Telefonzelle              | Albrechtsberg an der Großen Krems, Katastralgemeinde Els              | Krems-Land             | | Die Bücherzelle bei der Freiwilligen Feuerwehr wird von der Bücherei „Bücher im G'wölb“ der Kulturwerkstatt Albrechtsberg betreut. | ⊙ Els 26, 3613 Albrechtsberg an der Großen Krems                         |
|                                         | Pavillon                  | Alland                                                                | Baden                  | 2020 | Der im Nepomuk-Park (Gemeindepark) bereits vorhandene Pavillon wurde von der Ortsgruppe Alland des Pensionistenverbands Österreichs (PVÖ) in eine Bücherleihstelle umfunktioniert. | ⊙ gegenüber von Klausenstraße 31, 2534 Alland                            |
|                                         | Telefonzelle              | Allhartsberg                                                          | Amstetten              | 12. Mai 2017 | Die Bücherzelle „Villa Libris“ wurde auf Initiative der Bildungsbeauftragten der Gemeinde Frau GR Elfi Reitbauer neben dem Schulweg zwischen der örtlichen Mittelschule und dem Spielplatz aufgestellt. | ⊙ Markt 50, 3365 Allhartsberg                                            |
|                                         | Bücherregal               | Amstetten                                                             | Amstetten              | | Das Offene Bücherregal befindet sich im „wir4di Café Amstetten“ im Einkaufszentrum „City Center Amstetten“ (CCA); zugänglich während der Öffnungszeiten (Stand Ende November 2024): Montag bis Samstag von 08.00 bis 18.00h. | ⊙ Waidhofner Straße 1, 3300 Amstetten                                    |
|                                         | Telefonzelle              | Amstetten, Stadtteil Hausmening                                       | Amstetten              | 2015 | Der auf Initiative von SPÖ-Gemeinderat Sebastian Schuller eingerichtete „Offene Bücherschrank“ befindet sich – nachdem zuvor probeweise für ein Jahr ein Bücherschrank bei der Ortsvorstehung stand – neben der Bus-Haltestelle „Hausmening“ vor dem Spielplatz im Hofmühlpark und wird von der Stadtbücherei Amstetten betreut.                                                                                        | ⊙ Josef-Hiebl-Straße, 3363 Hausmening                                    |
|                                         | Bücherregal               | Amstetten, Stadtteil Hausmening                                       | Amstetten              | | Der von der Stadtbücherei Amstetten eingerichtete „Offene Bücherschrank“ befindet sich bei den Toiletten im Saunagebäude vom Heidebad; zugänglich während der Öffnungszeiten (Stand 2024): 1. Mai bis 3. September von 10.00 bis 20.00h (Freibad), Mittwoch bis Samstag 13.00 bis 21.00h sowie sonn- und feiertags von 09.00 bis 20.00h (Sauna).                                                                        | ⊙ Stadionstraße 4, 3363 Hausmening                                       |
|                                         | Telefonzelle              | Amstetten, Stadtteil Mauer                                            | Amstetten              | 2015 | Die von der Stadtbücherei Amstetten eingerichtete Bücherzelle („Offener Bücherschrank“) steht im Park beim Kinderspielplatz. | ⊙ gegenüber von Hauptplatz 19/2, 3362 Mauer bei Amstetten                |
|                                         | Telefonzelle              | Amstetten, Stadtteil Ulmerfeld                                        | Amstetten              | Okt. 2021 | Die Bücherzelle („Offener Bücherschrank“) befindet sich unter einem hohen Baum in der Nähe des Gedenksteins zum 1000-jährigen Jubiläum von Ulmerfeld (1995). | ⊙ Marktplatz 9, 3363 Ulmerfeld                                           |
|                                         | Bücherregal               | Amstetten, Ortschaft Greinsfurth                                      | Amstetten              | | Das Offene Bücherregal mit Sitzgelegenheiten im Einkaufszentrum „WestSide City“ (EKA West) befindet sich in der Nähe von „AROMAVITA, Veronika Stockinger“; zugänglich während der Öffnungszeiten (Stand Ende November 2024): Montag bis Donnerstag von 08.00 bis 00.30h, Freitag und Samstag von 08:00 bis 02.30h sowie sonntags von 08.00 bis 00.30h.                                                                  | ⊙ Waidhofner Straße 42a, 3300 Amstetten-Greinsfurth                      |
|                                         | Alte Tankstelle           | Angern an der March, Ortschaft Ollersdorf                             | Gänserndorf            | 2019 | Initiiert vom Verein Dorf-Leben-Ollersdorf | ⊙ gegenüber Tallesbrunner Straße 58                                      |
|                                         | Bücherregal               | Ardagger, Katastralgemeinde Ardagger Markt                            | Amstetten              | | Das Offene Bücherregal befindet sich im Foyer des örtlichen Gemeindeamts; zugänglich während der Öffnungszeiten (Stand Mai 2024): täglich von 07.00 bis 22.00h. | ⊙ Markt 55, 3321 Ardagger                                                |
|                                         | Telefonzelle              | Aschbach-Markt                                                        | Amstetten              | | Die beleuchtete Bücherzelle im Obstgarten existiert seit mindestens 2019. | ⊙ Rathausgasse, 3361 Aschbach-Markt                                      |
|                                         | Bücherraum                | Asparn an der Zaya                                                    | Mistelbach             | Nov. 2021 | Der vom „Verein der NÖ Dorf- und Stadterneuerung“ initiierte „Offene Bücherraum“ (bzw. Bücherbox oder Bücherstube) befindet sich in der Bauernzeile bei der Mariensäule mit Gemeindebrunnen („Bründel“) am Häferlmarkt. | ⊙ Bahnstraße 9, 2151 Asparn an der Zaya                                  |
|                                         | Telefonzelle              | Baden bei Wien                                                        | Baden                  | 2021 | Die von einer Schülergruppe im Fach „MuVe“ (Mut und Verantwortung) gemeinsam mit Lehrerinnen gestaltete Bücherzelle steht bei der Mittelschule Pelzgasse und Praxismittelschule (MSP und PMS). | ⊙ Pelzgasse 13-17, 2500 Baden                                            |
|                                         | Telefonzelle              | Bad Erlach                                                            | Wiener Neustadt-Land   | Apr. 2017 | Die Bücherzelle - „die Les(e)bar“ - befindet sich bei der Bushaltestelle „Bad Erlach Kirche“ am Parkplatz auf der Rückseite der Volksschule. | ⊙ Hauptstraße 13, 2822 Bad Erlach                                        |
|                                         | Telefonzelle              | Bad Vöslau                                                            | Baden                  | 2021 | Die auf Initiative der Ärztin Ulrike Wilhelm aufgestellte Bücherzelle steht beim Weingut „Schachl“ nahe dem Henriettenbad bzw. Café Thermalbad. | ⊙ Kernstockgasse 4, 2540 Bad Vöslau                                      |
|                                         | Bücherregal               | Behamberg                                                             | Amstetten              | 2019 | Das von Maria Brantner und Maria Fürweger initiierte Offene Bücherregal im Foyer des örtlichen Gemeindeamts ist zugänglich während der Öffnungszeiten (Stand Ende Juni 2024): Montag und Donnerstag von 07.00 bis 12.00h, am Dienstag von 07.00 bis 12.00h und von 13.00 bis 18.00h, am Mittwoch von 07.00 bis 13.00h sowie freitags von 07.00 bis 14.00h.                                                              | ⊙ Behamberg 30, 4441 Behamberg                                           |
|                                         | Telefonzelle              | Biedermannsdorf                                                       | Mödling                | | Die Bücherzelle steht gegenüber vom Klosterbad. | ⊙ gegenüber von Josef Bauer-Straße 43, 2362 Biedermannsdorf              |
|                                         | Bücherschrank             | Biedermannsdorf                                                       | Mödling                | 2020 | Vor der Volksschule | ⊙ Schulweg 7, 2362 Biedermannsdorf                                       |
|                                         | Bücherschrank             | Biedermannsdorf                                                       | Mödling                | Nov. 2020 | Der Bücherschrank ist ein Projekt vom Verein „OMY - the open minded youth“ und steht in einem kleinen Park vor dem Geschäft „Blumen-Gärtnerei Ostermann“. | ⊙ Ecke Ortsstraße/Laxenburger Straße, 2362 Biedermannsdorf               |
|                                         | Telefonzelle              | Bisamberg                                                             | Korneuburg             | Juni 2016 | Die von der örtlichen Pfarrbibliothek initiierte Bücherzelle („Literaturzelle“) im Schlosspark wurde von Bürgermeister Günter Trettenhahn im Rahmen des 1. Bisamberger Dorffestes im Juni 2016 eröffnet. | ⊙ Hauptstraße 1, 2102 Bisamberg                                          |
|                                         | Telefonzelle              | Blindenmarkt                                                          | Melk                   | 2022 | Die von Margret Schönhofer initiierte und von Lehrer Christian Ungerböck sowie Schülern der PTS Blindenmarkt umgesetzte Bücherzelle (die Materialkosten übernahm der Ortsentwicklungsverein) im Naherholungsgebiet Blindenmarkter Augebiet (Auseen) beim Ausee II am Parkplatz nahe des Seewirts „Am Ausee“ ist mit Sitzgelegenheiten ausgestattet.                                                                     | ⊙ Johann-Tiefenbacher-Straße, 3372 Blindenmarkt                          |
|                                         | Bücherkabine              | Blumau-Neurißhof                                                      | Baden                  | | Die im Winter 2020/2021 aufgestellte Bücherkabine („Bücher-Tauschbörse“) befindet sich am Parkplatz der örtlichen Filiale der Supermarktkette ADEG neben dem Bankomat (die Bildmontage zeigt das Objekt im geschlossenen und im geöffneten Zustand). | ⊙ Feuerwehrstraße 1, 2602 Blumau-Neurißhof                               |
|                                         | Telefonzelle              | Böheimkirchen                                                         | St. Pölten-Land        | 3. Mai 2023 | Die Bücherzelle der „BÖbliothek“ (Öffentliche Bücherei Böheimkirchen) steht zwischen Raiffeisenbank und dem „PeriFriseursalon“. | ⊙ Marktplatz 5, 3071 Böheimkirchen                                       |
|                                         | Telefonzelle              | Böheimkirchen                                                         | St. Pölten-Land        | | Die Bücherzelle („Die kleine BÖbliothek“) wurde auf Initiative der örtlichen Bibliothek im Bereich vom Jakobisteg aufgestellt. | ⊙ Park, 3071 Böheimkirchen                                               |
|                                         | Bücherfenster             | Breitenfurt bei Wien                                                  | Mödling                | | Das Bücherfenster bei der sogenannten „Grünen Hütte“ in der Nähe des griechischen Restaurants „Santorini im Grünen Baum“ wird von den örtlichen Grünen betreut. | ⊙ Hirschentanzstraße 2, 2384 Breitenfurt bei Wien                        |
|                                         | Telefonzelle              | Brunn am Gebirge                                                      | Mödling                | 2017 | Die Bücherzelle „Les(e)bar“ steht vor der örtlichen Volksschule. | ⊙ Wienerstraße 23, 2345 Brunn am Gebirge                                 |
|                                         | Telefonzelle              | Deutsch-Wagram                                                        | Gänserndorf            | Sep. 2019 | Die beleuchtete Bücherzelle („MiNiBiB“) steht neben der ehemaligen Hauptschule. | ⊙ Schulallee 2, 2232 Deutsch-Wagram                                      |
|                                         | Schrank                   | Eggenburg                                                             | Horn                   | 2018 | Bücherschrank „Buchegg“, installiert im Rahmen des Viertelfestivals | ⊙ Hauptplatz beim Korabbrunnen                                           |
|                                         | Telefonzelle              | Ennsdorf                                                              | Amstetten              | 2019 | Standort der vom Elternverein der VS Ennsdorf initiierten beleuchteten Bücherzelle („BUCHBox“) ist am Parkplatz zwischen der Volksschule und den Kindergärten. | ⊙ Ziegelgasse 4b, 4481 Ennsdorf                                          |
|                                         | Telefonzelle              | Enzenreith                                                            | Neunkirchen            | März 2025 | Die von der Gemeinde betreute Bücherzelle steht direkt vor dem Kulturhaus in Wörth, gegenüber der Volksschule. | Schulstraße 101; 2640 Wörth                                              |
|                                         | Telefonzelle              | Enzersfeld im Weinviertel                                             | Korneuburg             | 2016 | Die vom Kulturverein Enzersfeld-Königsbrunn (Kultur-EK) initiierte Bücherzelle („Bücher EK“) am Dorfplatz in der Nähe des Marktgemeindeamtes wurde am 10. September 2016 gesegnet. | ⊙ Hauptstraße 34, 2202 Enzersfeld im Weinviertel                         |
|                                         | Telefonzelle              | Ernstbrunn                                                            | Korneuburg             | Apr. 2019 | Die vom lokalen Grafiker Gerhard Lehner gestaltete Bücherzelle („BücherBox“) steht beim Florianibrunnen am „Kreativplatz'l“. | ⊙ Hauptplatz 27, 2115 Ernstbrunn                                         |
|                                         | Telefonzelle              | Euratsfeld                                                            | Amstetten              | 2020 | Die beleuchtete Bücherzelle („Euratsfelder Bücherschrank“) wurde von der örtlichen Bücherei mit Unterstützung des „Vereins Schönes Euratsfeld“ umgesetzt. | ⊙ Marktplatz 1, 3324 Euratsfeld                                          |
|                                         | Telefonzellen             | Fels am Wagram                                                        | Tulln                  | | Die zwei von Schülerinnen und Schülern der Neuen Mittelschule Fels am Wagram-Grafenwörth gestalteten Bücherzellen gegenüber vom ehemaligen „Olivani Café“ im Felser Park werden vom Dorferneuerungsverein Fels-Thürntal betreut. | ⊙ Wienerstraße 29, 3481 Fels am Wagram                                   |
|                                         | Bücherregal               | Ferschnitz                                                            | Amstetten              | 2020 | Das von Bildungsgemeinderätin Mag. Ingrid Schwarzenbacher gemeinsam mit Jugendgemeinderat Tobias Stierschneider (beide „Vielfalt für Ferschnitz Liste – Robl“) initiierte Offene Bücherregal sowie drei extra Kunststoffbehälter für Romane, Krimis & Thriller nebst einer Kiste für ab- bzw. zurückgegebene Bücher (alle auf der Bildmontage zu sehen) befinden sich im jederzeit zugänglichen Foyer des Gemeindeamts. | ⊙ Marktplatz 1, 3325 Ferschnitz                                          |
|                                         | Bücherschränke            | Amstetten                                                             | Amstetten              | | Die Bildmontage zeigt die Offenen Bücherschränke auf einem großen überdachten Areal neben dem Lebensmittelgeschäft „Nah&Frisch Reschauer“ am sogenannten Ortsplatz. | ⊙ Marktplatz 17, 3325 Ferschnitz                                         |
|                                         | Telefonzelle              | Gablitz                                                               | St. Pölten-Land        | 2022 | Die Bücherzelle (Büchertauschbörse der Leseregion „Wir 5 im Wienerwald“) steht vor der Festhalle und Volksschule. | ⊙ Ferdinand-Ebner-Gasse 6, 3003 Gablitz                                  |
|                                         | Telefonzelle              | Gablitz                                                               | St. Pölten-Land        | 2022 | Die Bücherzelle (Büchertauschbörse der Leseregion „Wir 5 im Wienerwald“) steht vor dem Gemeindeamt. | ⊙ Linzer Straße 99, 3003 Gablitz                                         |
|                                         | Container                 | Gars am Kamp                                                          | Horn                   | 2024 | Der begehbare Bücherschrank mit einer quadratischen Grundfläche von ca. 2 × 2 Meter bietet verschiedene Regaltypen (klassische Bücherregale und Zeitungspulte) zur Präsentation der Tauschwaren. Er steht zwischen Schüttkasten und ehemaligem Feuerwehrhaus. | ⊙ Buchberg, 3571 Gars am Kamp                                            |
|                                         | Telefonzelle              | Gars am Kamp                                                          | Horn                   | 2024 | Die Bücherzelle steht am Dreifaltigkeitsplatz und wurde im Juni 2024 seiner Bestimmung übergeben. Bis dahin war die Telefonzelle mit Münzapparat in Betrieb. | ⊙ Dreifaltigkeitsplatz, 3571 Gars am Kamp                                |
|                                         | Bücherschrank             | Gaweinstal                                                            | Mistelbach             | 2022 | Die Bücherzelle („Bücherschrank“) steht neben dem Gemeindeamt. | ⊙ Kirchenplatz 3, 2191 Gaweinstal                                        |
|                                         | Telefonzelle              | Gerasdorf bei Wien, Ortschaft Seyring                                 | Korneuburg             | | Die Bücherzelle („Lesekabine“) steht mitten im Schlosspark. | ⊙ Schloß Straße 13, 2201 Seyring                                         |
|                                         | Telefonzelle              | Gerasdorf bei Wien                                                    | Korneuburg             | Okt. 2018 | Die Bücherzelle („Lesekabine“) vor der Musikschule am Anger am Dorfanger im Ortsteil Gerasdorf Ort wurde als Idee Nr. 54 im Rahmen des SPÖ-Projekts „100 Ideen für Gerasdorf“ und als fünfte ihrer Art in der Stadtgemeinde realisiert. 2024 wurde die Bücherzelle vorübergehend in die Kirchengasse verlegt. | ⊙ Hauptstraße 28, 2201 Gerasdorf bei Wien                                |
|                                         | Telefonzelle              | Gerasdorf bei Wien, Ortschaft Oberlisse                               | Korneuburg             | 2012 | Die Bücherzelle („Lesekabine“) beim Martin-Böck-Park wurde im Rahmen des Projekts „LEKAGE“ (LEseKAbinen GErasdorf) aufgestellt. | ⊙ Franz Welte-Weg, 2201 Gerasdorf bei Wien                               |
|                                         | Bücherregale              | Gerasdorf bei Wien, Ortschaft Kapellerfeld                            | Korneuburg             | | Die Offenen Bücherregale befinden sich in der katholischen Kirche Gerasdorf-Kapellerfeld (Hl. Apostel Thomas). | ⊙ Sonnwendgasse 41-43, 2201 Gerasdorf bei Wien                           |
|                                         | Bücherregal               | Gießhübl                                                              | Mödling                | | Das Offene Bücherregal befindet sich im Eingangsbereich der „Bäckerei und Postpartner“ Gießhübl; zugänglich während der Öffnungszeiten (Stand Ende Juni 2024): Montag bis Freitag von 06.30 bis 12.00h. | ⊙ Hauptstraße 73, 2372 Gießhübl                                          |
|                                         | Bücherregal               | Gloggnitz                                                             | Neunkirchen            | | Das Offene Bücherregal („Buch Bar“) steht vor dem „Kompetenzzentrum Raiffeisenbank Region Wiener Alpen“. | ⊙ Hauptstraße 12, 2640 Gloggnitz                                         |
|                                         | Telefonzelle              | Gmünd                                                                 | Gmünd                  | Jan. 2023 | Direkt vor dem Bahnhof der Waldviertelbahn | ⊙ Bahnhofsplatz 2, 3950 Gmünd                                            |
|                                         | Telefonzelle              | Golling an der Erlauf                                                 | Melk                   | | Die beleuchtete Gollinger Bücherzelle steht bei der örtlichen Bücherei. | ⊙ Rathausplatz 2, 3381 Golling an der Erlauf                             |
|                                         | Telefonzelle              | Groß-Enzersdorf                                                       | Gänserndorf            | Dez. 2014 | Die Bücherzelle beim Stadtpark Groß-Enzersdorf wurde von Stadtrat Andreas Vanek (Die Grünen) organisiert. | ⊙ Hauptplatz 3, 2301 Groß-Enzersdorf                                     |
|                                         | Telefonzelle              | Guntramsdorf                                                          | Mödling                | | Der „Öffentliche Bücherschrank der Marktgemeinde Guntramsdorf“ steht im Ortsteil Neu-Guntramsdorf (Eichkogelsiedlung) bei der Volksschule 2. | ⊙ Doktor-Karl-Renner-Straße 27, 2353 Guntramsdorf                        |
|                                         | Telefonzelle              | Guntramsdorf                                                          | Mödling                | | Der „Öffentliche Bücherschrank der Marktgemeinde Guntramsdorf“ steht direkt neben dem Eingang zur öffentlichen Bücherei („Auserlesenes“ Buch & Archiv Guntramsdorf). | ⊙ Rathaus Viertel 1/1, 2353 Guntramsdorf                                 |
|                                         | Bücherfass                | Haag                                                                  | Amstetten              | 2023 | Das Projekt „Haager Bücher-Fassl“ (eine umgebaute Fass-Sauna) wurde im Rahmen der Stadterneuerung von der Stadtgemeinde Haag, dem Haager Stadtmarketingverein und dem Planungsbüro Michael Hengst umgesetzt und soll durch die Form auch an die Mostfässer des Mostviertels erinnern. | ⊙ Hauptplatz 10, 3350 Haag                                               |
|                                         | Bücherfass                | Haag                                                                  | Amstetten              | 2023 | Das Projekt „Haager Bücher-Fassl“ (eine umgebaute Fass-Sauna) beim Freilichtmuseum im Weiß-Park wurde im Rahmen der Stadterneuerung von der Stadtgemeinde Haag, dem Haager Stadtmarketingverein und dem Planungsbüro Michael Hengst umgesetzt und soll durch die Form auch an die Mostfässer des Mostviertels erinnern.                                                                                                 | ⊙ Bahnhofstraße 159, 3350 Haag                                           |
|                                         | Metallschrank             | Hainfeld                                                              | Lilienfeld             | | Der Bücherschrank steht am Victor-Adler-Platz. | ⊙ Hauptstraße 26, 3170 Hainfeld                                          |
|                                         | Flaschenkühlschrank       | Hausleiten                                                            | Korneuburg             | 2016 | Der durch die öffentliche Bücherei Hausleiten initiierte „Große Büchertauschkasten“ ist ein ehemaliger Flaschenkühlschrank der Firma Inführ aus Stockerau. | ⊙ Schmidastraße 1, 3464 Hausleiten                                       |
|                                         | Telefonzelle              | Hausleiten                                                            | Korneuburg             | Sep. 2016 | Die durch die örtliche öffentliche Bücherei initiierte Bücherzelle („Das Lesephon“) wurde mit Unterstützung der Marktgemeinde Hausleiten und der Folienfirma Wagner aus einer gebrauchten Telefonzelle von A1 gestaltet und steht auf einem Grünstreifen in der Nähe der Raiffeisenbank. | ⊙ Friedrich-Wilhelm-Raiffeisenplatz/Gärtnerweg 2, 3464 Hausleiten        |
|                                         | Haushaltskühlschrank      | Hausleiten, Seitzersdorf-Wolfpassing                                  | Korneuburg             | 2016 | „Der kleine Büchertauschkasten“, initiiert durch öfftl. Bücherei Hausleiten; ehemaliger privater Kühlschrank. Dieser Büchertauschkasten wurde im Februar beim Abfallsammelzentrum (ASZ) (Schmidastraße 1) aufgestellt. Im März wurde er durch den Großen Büchertauschkasten (s. u.) ersetzt. Der kleine Büchertauschkasten steht jetzt beim Kindergarten 1 in der KG Seitzersdorf-Wolfpassing.                          | ⊙ Schloßstraße 15, 3464 Hausleiten                                       |
|                                         | Schrank                   | Heiligenkreuz im Wienerwald                                           | Baden                  | 2015 | Während der Öffnungszeiten der Gemeinde bzw. Cafe Sabrina und Greißlerin Wallisch | ⊙ Im Gemeindeamt                                                         |
|                                         | Bücherregal               | Hennersdorf                                                           | Mödling                | 2015 | Das Offene Bücherregal bei der Bushaltestelle „Hennersdorf Hauptplatz“ (Richtung Leopoldsdorf) an der Ecke Höbelgasse ist eines von insgesamt sechs in den Wartehäuschen des VOR entlang der lokalen Hauptstraße. | ⊙ Hauptstraße 26, 2232 Hennersdorf bei Wien                              |
|                                         | Bücherregal               | Hennersdorf                                                           | Mödling                | 2015 | Das Offene Bücherregal bei der Bushaltestelle „Hennersdorf Hauptplatz“ (Richtung Vösendorf) ist eines von insgesamt sechs in den Wartehäuschen des VOR entlang der lokalen Hauptstraße. | ⊙ gegenüber Hauptstraße 28, 2232 Hennersdorf bei Wien                    |
|                                         | Bücherregal               | Hennersdorf                                                           | Mödling                | 2015 | Das Offene Bücherregal bei der Bushaltestelle „Hennersdorf Stiftergasse“ ist eines von insgesamt sechs in den Wartehäuschen des VOR entlang der lokalen Hauptstraße. | ⊙ gegenüber Hauptstraße 90, 2232 Hennersdorf bei Wien                    |
|                                         | Bücherregal               | Hennersdorf                                                           | Mödling                | 2015 | Das Offene Bücherregal bei der Bushaltestelle „Hennersdorf Wildgansgasse“ ist eines von insgesamt sechs in den Wartehäuschen des VOR entlang der lokalen Hauptstraße. | ⊙ Hauptstraße 94/2, 2232 Hennersdorf bei Wien                            |
|                                         | Bücherregal               | Hennersdorf                                                           | Mödling                | 2015 | Das Offene Bücherregal bei der Bushaltestelle „Hennersdorf Zehetnergasse“ ist eines von insgesamt sechs in den Wartehäuschen des VOR entlang der lokalen Hauptstraße. | ⊙ Hauptstraße 53, 2232 Hennersdorf bei Wien                              |
|                                         | Bücherregal               | Hennersdorf                                                           | Mödling                | 2015 | Das Offene Bücherregal bei der Bushaltestelle „Hennersdorf Gemeindeamt“ ist eines von insgesamt sechs in den Wartehäuschen des VOR entlang der lokalen Hauptstraße. | ⊙ Hauptstraße 50, 2232 Hennersdorf bei Wien                              |
|                                         | Telefonzelle              | Herzogenburg                                                          | St. Pölten-Land        | Juni 2022 | Die Bücherzelle wurde von der Kulturinitiative „Schupfengalerie“ bei der Bushaltestelle aufgestellt. | ⊙ Rathausplatz 9, 3130 Herzogenburg                                      |
|                                         | Telefonzelle              | Herzogenburg, Ortschaft Ossarn                                        | St. Pölten-Land        | 7. Nov. 2021 | Die Telefonzelle neben der Ortskapelle wurde im Herbst 2021 zur Bücherzelle („ODOBÜ – Ossarner Dorf Bücherei“) umfunktioniert und war die erste ihrer Art in Herzogenburg. | ⊙ Am Berg 17, 3130 Herzogenburg                                          |
|                                         | Telefonzelle              | Herzogenburg, Ortschaft St. Andrä an der Traisen                      | St. Pölten-Land        | 12. Juni 2022 | Die von den Jungschargruppen der Pfarre St. Andrä gestaltete Bücherzelle („St. Andräer Büchertreff“) steht in einem Park vor dem Friedhof des ehemaligen Geriatriezentrums und ist die zweite ihrer Art in Herzogenburg. | ⊙ Ecke St. Andräer Ortsstraße / Angern, 3130 Herzogenburg                |
|                                         | Telefonzelle              | Hinterbrühl                                                           | Mödling                | 2016 | Das von Edith Bernhardt vom Eltern-Kind-Zentrum „Kids & Co“ betreute „Bücherzimmer“ wurde auf Initiative von Julia Köck zwischen der Bäckerei „KOLM“ und der Volksschule aufgestellt. | ⊙ Beethovengasse 2, 2371 Hinterbrühl                                     |
|                                         | Telefonzelle              | Hinterbrühl, Ortschaft Weissenbach                                    | Mödling                | Neben Feuerwehr- und Gemeindehaus wurde von der Gemeinde eine ausrangierte Telefonzelle aufgestellt, die von Ortsbewohnern betreut wird. | 2024 | ⊙                                                                        |
|                                         | Telefonzelle              | Hofamt Priel                                                          | Melk                   | | Die Bücherzelle steht beim örtlichen Gemeinde- und Bürgerzentrum. | ⊙ Dorfplatz 1, 3681 Hofamt Priel                                         |
|                                         | Telefonzelle              | Hofamt Priel, Ortschaft Weins                                         | Melk                   | 7. Aug. 2021 | Die Bücherzelle bei der Bushaltestelle „Weins Ortsmitte“ gegenüber der Freiwilligen Feuerwehr Weins-Ysperdorf wurde 2021 im Zuge der Aktion „Stolz auf unser Dorf“ im Rahmen der Ferienspiele eröffnet. | ⊙ Weinserstraße 38, 3681 Hofamt Priel-Weins                              |
|                                         | Bücherregale              | Höflein an der Hohen Wand, Katastralgemeinde Unterhöflein             | Neunkirchen            | | Im Gebäude der Bushaltestelle gegenüber vom Landgasthof Jautschnig befindet sich außer dem Automat vom „Do schmeckts“-Hofladen auch die „Buchhaltestelle“ (ein beleuchteter Raum mit Offenen Bücherregalen). | ⊙ Steinfeldstraße 9, 2732 Unterhöflein                                   |
|                                         | Telefonzelle              | Hohe Wand, Katastralgemeinde Stollhof                                 | Wiener Neustadt-Land   | 15. Juni 2019 | Die Bücherzelle wurde auf Initiative des Dorferneuerungsvereins „Stollhof-Gaaden-lebenswert“ aufgestellt. | ⊙ Hauptstraße 30, 2724 Hohe Wand-Stollhof                                |
|                                         | Telefonzelle              | Hohenberg                                                             | Lilienfeld             | 2016 | | ⊙ Gemeindeamt                                                            |
|                                         | Telefonzelle              | Hollabrunn                                                            | Hollabrunn             | | Die Bildmontage zeigt die Bücherzelle („Telebooking“) neben dem Florianibrunnen von vorne und hinten. | ⊙ Hauptplatz 14, 2020 Hollabrunn                                         |
| Telebooking 2 in Hollabrunn             | Telefonzelle              | Hollabrunn                                                            | Hollabrunn             | | Die Bücherzelle („Telebooking 2“) befindet sich in der Fußgängerzone bei der Stadtbücherei Hollabrunn. | ⊙ Sparkassegasse 1, 2020 Hollabrunn                                      |
|                                         | Bücherregal               | Hollenstein an der Ybbs                                               | Amstetten              | | Der Offene „Bücher-Notfallschrank“ steht im Foyer des Gemeindeamtes; zugänglich während der Öffnungszeiten (Stand Mai 2023) täglich von 06.00 bis 22.00h. | ⊙ Walcherbauer 2, 3343 Hollenstein an der Ybbs                           |
|                                         | Bücherregal               | Hürm                                                                  | Melk                   | | Die Bildmontage zeigt Außen- und Innensicht des jederzeit zugänglichen Selbstbedienungs-Biohofs „Kurz ums Eck“, wo sich das Offene Bücherregal befindet. | ⊙ Marktstraße 8, 3383 Hürm                                               |
|                                         | Telefonzelle              | Inzersdorf-Getzersdorf, Ortschaft Getzersdorf                         | St. Pölten-Land        | 2020 | Die vom Team der örtlichen Bücherei betreute Bücherzelle befindet sich am Parkplatz östlich der Katholischen Pfarrkirche heiliger Michael. | ⊙ gegenüber von Hauptstraße 11, 3131 Getzersdorf                         |
|                                         | Telefonzelle              | Inzersdorf-Getzersdorf, Ortschaft Inzersdorf ob der Traisen           | St. Pölten-Land        | | Die von der örtlichen Bücherei betreute Bücherzelle steht neben dem Gemeindehaus. | ⊙ Dorfstraße 20, 3131 Inzersdorf ob der Traisen                          |
|                                         | Telefonzelle              | Irnfritz-Messern, Ortschaft Trabenreith                               | Horn                   | | | ⊙ Trabenreith 23, 3754 Irnfritz                                          |
|                                         | Telefonzelle              | Kaltenleutgeben                                                       | Mödling                | | Die Bücherzelle („Bücher Box“) steht gegenüber der örtlichen Volksschule bei der Bushaltestelle „Kaltenleutgeben Gemeindeamt“. | ⊙ gegenüber von Hauptstraße 76, 2391 Kaltenleutgeben                     |
| Bücherschrank in Karlstetten            | Telefonzelle              | Karlstetten                                                           | St. Pölten-Land        | | Die Bücherzelle („Bücherplatzl für Lesebürger - Literatur im Park“) steht neben der örtlichen Raiffeisenbank im Schlosspark vor der Neuen Mittelschule. | ⊙ Wachaustraße 3, 3121 Karlstetten                                       |
|                                         | Telefonzelle              | Katzelsdorf an der Leitha                                             | Wiener Neustadt-Land   | 2020 | Die von Kindern der örtlichen Volksschule im Jahr 2019 im Rahmen der Aktion „Ferienspiel“ bemalte Bücherzelle steht im Wartehäuschen bei der Bushaltestelle „Katzelsdorf Siedlung Nelkengasse“ in der Frohsdorfersiedlung. | ⊙ gegenüber von Nelkengasse 14, 2700 Katzelsdorf                         |
|                                         | Telefonzelle              | Kaumberg                                                              | Lilienfeld             | 2020 | Die im Zuge der Umstrukturierung der örtlichen Bibliothek gestaltete Bücherzelle (und gleichzeitig aktive Telefonzelle) neben der Gemeindebücherei („Gmoa Bücherei“) rechts vor dem Haupteingang zum Gemeindeamt (Bild zeigt Montage von Zugangstüre und Innenraum) ist beleuchtet und fest im Gebäude verbaut. | ⊙ Markt 3, 2572 Kaumberg                                                 |
|                                         | Zelle                     | Kilb                                                                  | Melk                   | 25. Aug. 2019 | Die Eröffnung der von der BibliotheKILB betreuten Bücherzelle fand im Rahmen des Kilber Marktfestes statt. | ⊙ Ecke Kirchenplatz/Bürgerwaldstraße, 3233 Kilb                          |
|                                         | Telefonzelle              | Kirchberg an der Pielach                                              | St. Pölten-Land        | 14. Jan. 2020 | Eine ehemalige Telefonzelle wurde von der A1 Telekom zur Verfügung gestellt und bietet Platz für rund 280 Bücher. | ⊙ Bahnhofstraße, 3204 Kirchberg an der Pielach                           |
|                                         | Telefonzelle              | Kirchstetten                                                          | St. Pölten-Land        | Dez. 2022 | Die Bücherzelle („Haus der Bücher“) steht vor dem Pflegeheim Clementinum in der Ortschaft Paltram. | ⊙ Paltram 12, 3062 Kirchstetten-Paltram                                  |
|                                         | Telefonzelle              | Klein-Pöchlarn                                                        | Melk                   | 2020 | Die Bücherzelle wurde von der örtlichen SPÖ im Frühsommer 2020 aufgestellt. | ⊙ in der Nähe von Petrusstraße 29, 3660 Klein-Pöchlarn                   |
|                                         | Telefonzelle              | Klosterneuburg, Ortschaft Maria Gugging                               | Tulln                  | 2019 | Die von Künstlern des „Offenen Ateliers Gugging“ gestaltete Bücherzelle steht bei der Bushaltestelle „Maria Gugging Kirche“. | ⊙ Hauptstraße 24, 3400 Maria Gugging                                     |
|                                         | Telefonzelle              | Klosterneuburg, Ortschaft Weidling                                    | Tulln                  | 2017 | Die Bücherzelle wurde erstmals 2017 vom Bildungs- und Geselligkeitsverein geschaffen. Sie wurde 2018 mutmaßlich von einem Lastkraftwagen zerstört und Anfang 2019 neu errichtet. | ⊙ Janschkygasse, 3400 Weidling                                           |
|                                         | Telefonzelle              | Korneuburg                                                            | Korneuburg             | 2017 | Die Bücherzelle beim Fahrradabstellplatz beim Park&Ride Parkhaus am Bahnhofplatz gegenüber vom Bahnhof ist Teil des Projekts „BOOK2Go – nehmen, geben, tauschen – lesen!“ des Arbeitskreises Bildung der Korneuburger Bürgerbeteiligung und wird von Privatpersonen und dem „Mobilen Bücherwurm“ betreut. | ⊙ Am Neubau 1a, 2100 Korneuburg                                          |
| Bücherschrank aus dem Projekt „book2go“ | Telefonzelle              | Korneuburg                                                            | Korneuburg             | 2017 | Die Bücherzelle bei der Bushaltestelle „Korneuburg Schulzentrum“ ist Teil des Projekts „BOOK2Go – nehmen, geben, tauschen – lesen!“ des Arbeitskreises Bildung der Korneuburger Bürgerbeteiligung und wird von der Pfarrbibliothek betreut. | ⊙ Bankmannring 21, 2100 Korneuburg                                       |
|                                         | Telefonzelle              | Korneuburg                                                            | Korneuburg             | 2017 | Die Bücherzelle bei der Bushaltestelle „Korneuburg Hauptplatz“ ist Teil des Projekts „BOOK2Go – nehmen, geben, tauschen – lesen!“ des Arbeitskreises Bildung der Korneuburger Bürgerbeteiligung und wird von der Bücherei Internetcafé betreut. | ⊙ gegenüber von Hauptplatz 24, 2100 Korneuburg                           |
|                                         | Telefonzelle              | Korneuburg                                                            | Korneuburg             | 2024 | Die Bücherzelle am Martin-Luther-Platz ist Teil des Projekts „BOOK2GO - nehmen, geben, tauschen - lesen!“ der Korneuburger Bürgerbeteiligung und wird von Anrainer:innen betreut. | ⊙ Martin-Luther-Platz, 2100 Korneuburg                                   |
|                                         | Telefonzelle              | Kottingbrunn                                                          | Baden                  | 10. März 2023 | Die mit Bewegungssensor beleuchtete Bücherzelle („Bücherbox“) befindet sich im Schlosspark bei der Schlossbücherei und wird von deren ehrenamtlichen Mitarbeitern betreut. | ⊙ Schloß 8, 2542 Kottingbrunn                                            |
|                                         | Telefonzelle              | Krems an der Donau                                                    | Krems an der Donau     | 2016 | Die von der Stadtbücherei initiierte Bücherzelle steht vor der Kremser Badearena. | ⊙ Strandbadstraße 5, 3500 Krems an der Donau                             |
|                                         | Bücherregale              | Krems an der Donau                                                    | Krems an der Donau     | | Die Offenen Bücherregale befinden sich im Erdgeschoß des Einkaufszentrums „MARIANDL Shopping“ vor der „Leiner“-Filiale; zugänglich während der Öffnungszeiten (Stand Oktober 2023): Montag bis Freitag von 09.00 bis 19.00h, samstags 09.00 – 18.00h. | ⊙ Wiener Straße 91, 3500 Krems an der Donau                              |
|                                         | Bücherschrank             | Laa an der Thaya                                                      | Mistelbach             | 2019 | Der Offene Bücherschrank mit Sitzgelegenheiten Schillerpark hinter der Mühle beim Thayamühlbach war der erste seiner Art in der Stadt. | ⊙ Schillerpark, 2136 Laa an der Thaya                                    |
|                                         | Bücherschrank             | Laa an der Thaya                                                      | Mistelbach             | 2020 | Der aktuelle Offene Bücherschrank auf der Prangerwiese am Stadtplatz wurde 2022 aufgestellt, nachdem sein von Stadträtin Helga Nadler und Stadtrat Karl Schäffer gesponserter Vorgänger (der zweite seiner Art in der Stadt) vor dem Winter 2021/2022 zerstört worden war. | ⊙ Stadtplatz 44, 2136 Laa an der Thaya                                   |
|                                         | Buswartehaus              | Ladendorf-Neubau                                                      | Mistelbach             | 2022 | | ⊙ neben Hauptstraße 39 in Neubau                                         |
|                                         | Telefonzelle              | Langenzersdorf                                                        | Korneuburg             | 2022 | Die Bücherzelle wurde vom Team der örtlichen Gemeindebücherei beim Gasthaus „Seeschlacht Wirtin“ im gleichnamigen Erholungsgebiet aufgestellt. | ⊙ Alleestraße 85 (Höhe Ausfahrt Seeschlacht), 2103 Langenzersdorf        |
|                                         | Telefonzelle              | Lassee                                                                | Gänserndorf            | Juni 2018 | Die Bücherzelle steht beim Arzthaus im Gottfried „Laf“ Wurm-Park. | ⊙ Stift Melk-Gasse 3, 2291 Lassee                                        |
|                                         | Telefonzelle              | Lassee                                                                | Gänserndorf            | Juni 2018 | Die Bücherzelle („Leserattenfalle“) steht beim Freiluftschach im Europapark Lassee. | ⊙ Obere Hauptstraße 25, 2291 Lassee                                      |
|                                         | Telefonzelle              | Leiben, Ortschaft Ebersdorf                                           | Melk                   | 2023 | Die von den Betreuerinnen und Kindern der Außenwohngruppe „Rettet das Kind“ bemalte Bücherzelle steht am Parkplatz Ebersdorf nächst dem Gasthaus „Dürregger-Reiter“. | ⊙ Ebersdorf 4, 3652 Leiben-Ebersdorf                                     |
|                                         | Telefonzelle              | Leobendorf                                                            | Korneuburg             | Sep. 2019 | Die Bücherzelle mit dem Motto „Nimm eins … Lies eins …“ wurde von der Gemeinde im Jahr 2019 am damals neugestalteten Vorplatz des Veranstaltungszentrums Grunerhof aufgestellt. | ⊙ Hans-Wilczek-Straße 2, 2100 Leobendorf                                 |
|                                         | Telefonzelle              | Leobersdorf                                                           | Baden                  | | Die von der Gemeindebücherei „bibLEOthek“ betreute Bücherzelle („SchmökerZelle“) steht beim Rathaus. | ⊙ Rathausplatz 1, 2544 Leobersdorf                                       |
|                                         | Telefonzelle              | Leopoldsdorf im Marchfeld                                             | Gänserndorf            | | Die Bücherzelle steht vor der Volksschule. | ⊙ Kempfendorf 2a, 2285 Leopoldsdorf im Marchfeld                         |
|                                         | Bücherschrank             | Lichtenwörth                                                          | Wiener Neustadt-Land   | | Der Offene Bücherschrank vor dem Gemeindeamt Lichtenwörth war zuvor in der Neunkirchner Straße in Wiener Neustadt gestanden. | ⊙ Hauptstraße 1, 2493 Lichtenwörth                                       |
|                                         | Telefonzelle              | Loosdorf                                                              | Melk                   | 16. Sep. 2017 | Der von der örtlichen Bücherei betreute „Offene Bücherschrank“ neben der „Apotheke zur Heimat“ wurde im Rahmen einer Lesewoche eröffnet. | ⊙ Wiener Straße 12, 3382 Loosdorf                                        |
| Bücherzelle in der Ybbsstraße           | Telefonzelle              | Lunz am See                                                           | Scheibbs               | 2019 | Die beleuchtete Bücherzelle („BOOK to go“) steht bei der Oisbrücke über die Ybbs. | ⊙ gegenüber von Ybbsstraße 13, 3293 Lunz am See                          |
|                                         | Telefonzelle              | Maissau – Limberg                                                     | Hollabrunn             | Juni 2023 | Der offene Bücherschrank wurde vom Dorferneuerungsverein „Limberg Aktiv“ initiiert und befindet sich vis-à-vis vom Dorfzentrum. | ⊙ Bahnstraße 4, 3721 Limberg                                             |
|                                         | Telefonzelle              | Mank                                                                  | Melk                   | 6. Okt. 2018 | Die von SPÖ-Stadtrat Martin Sommer initiierte Bücherzelle steht vor dem Rathaus in der Nähe von Kirche und Schule. | ⊙ Schulstraße 1, 3240 Mank                                               |
|                                         | Telefonzelle              | Marbach an der Donau                                                  | Melk                   | Juli 2016 | Die mit Unterstützung des Dorferneuerungsverein errichtete „1. Marbacher Bücherzelle“ steht beim Nibelungenbad. | ⊙ Badgasse 1, 3671 Marbach an der Donau                                  |
|                                         | Telefonzelle              | Maria Anzbach                                                         | St. Pölten-Land        | 18. Okt. 2022 | Die Bücherzelle („Bücher to go“) direkt neben dem örtlichen Kindergarten wurde zu Beginn der Lesewoche „Österreich liest“ als Kooperationsprojekt mit der örtlichen Mediathek eröffnet. | ⊙ Marktplatz 4, 3034 Maria Anzbach                                       |
|                                         | Kabine                    | Maria Enzersdorf                                                      | Mödling                | Juli 2019 | Die auf Initiative von Kulturgemeinderat Horst Kies (ÖVP) aufgestellte und mit einem Design des lokalen Grafikers Günter Gregoritsch versehene Bücherkabine befindet sich zwischen dem Maria Enzersdorfer Rathaus und der Bushaltestelle „Maria Enzersdorf Franz-Josef-Straße“. | ⊙ Hauptstraße 37, 2344 Maria Enzersdorf                                  |
|                                         | Kabine                    | Maria Enzersdorf                                                      | Mödling                | Feb. 2023 | Die Bücherkabine („Buchhaltestelle“) vor dem Einkaufspark „Arkade Südstadt“ direkt neben der Bushaltestelle „Maria Enzersdorf Südstadt Zentrum“ ist die zweite ihrer Art in der Marktgemeinde. | ⊙ Südstadtzentrum, 2344 Maria Enzersdorf                                 |
|                                         | Telefonzelle              | Markersdorf-Haindorf                                                  | St. Pölten-Land        | Apr. 2023 | Die Bücherzelle steht seit Mitte April 2023 im Ortskern zwischen der Tabak-Trafik „Lechner“ und dem Gasthaus „Kleemann“. | ⊙ Marktplatz 4, 3388 Markersdorf an der Pielach                          |
|                                         | Telefonzellen             | Mauerbach                                                             | St. Pölten-Land        | 2020 | Die beiden Bücherzellen („Bücherstadl“) bei der ehemaligen Postgarage neben der Bushaltestelle „Mauerbach Busbahnhof“ ersetzen die 2013 von ÖVP-Gemeinderat und Bau-Ausschussobmann Thomas Bruckner umgesetzte Holzhütte in der Hauptstraße 135. | ⊙ Hauptstraße 240, 3001 Mauerbach                                        |
|                                         | Bücherregal               | Melk                                                                  | Melk                   | | Das auf Initiative von Berta Höller-Kienegger und Maria Graf aufgestellte „Offene Bücherregal“ steht in einem Hauseingang vor dem Kleidungsgeschäft „modegraf_damen&herren“. | ⊙ Wiener Straße 1, 3390 Melk                                             |
|                                         | Telefonzelle              | Melk, Katastralgemeinde Pielachberg                                   | Melk                   | | Die Bücherzelle befindet sich neben einer kleinen Grünfläche. | ⊙ Ecke Josef Böck-Straße / Pielachberger Straße, 3390 Melk-Pielachberg   |
|                                         | Telefonzelle              | Melk, Katastralgemeinde Pöverding                                     | Melk                   | | Die Bücherzelle befindet sich neben einer Sitzbank in der Nähe eines Briefkastens. | ⊙ Pöverding 17, 3390 Melk-Pöverding                                      |
|                                         | Bücherhaus                | Michelhausen, Katastralgemeinde Pixendorf                             | Tulln                  | | Die Bildmontage zeigt die im ehemaligen Wartehäuschen der 2009 aufgelassenen Haltestelle Pixendorf der Tullnerfelder Bahn untergebrachte und von der Gemeinde betreute „Bücherbox“ bei einem Bahnübergang. | ⊙ Bahnhofsring 21, 3451 Pixendorf                                        |
|                                         | Telefonzelle              | Mistelbach                                                            | Mistelbach             | 2014 | Die im Rahmen eines Arbeitskreises der NÖ Dorf- und Stadterneuerung initiierte Bücherzelle („1. Mistelbacher Bücherbox“) vor der Polytechnischen Schule (pts) am Europaplatz (bis 2023 Conrad Hötzendorf-Platz) an der Ecke Franz Josef-Straße / Alleegasse war die erste ihrer Art in der Stadt. | ⊙ Europaplatz 1, 2130 Mistelbach                                         |
|                                         | Telefonzelle              | Mistelbach                                                            | Mistelbach             | 10. Apr. 2015 | Die im Rahmen eines Arbeitskreises der NÖ Dorf- und Stadterneuerung initiierte Bücherzelle („2. Mistelbacher Bücherbox“) in der Nähe vom Marienplatz in der Grünen Straße beim Kreuzungsbereich zur Barnabitenstraße ist die zweite ihrer Art in der Stadt. | ⊙ Grüne Straße, 2130 Mistelbach                                          |
|                                         | Buswartehaus              | Mistelbach-Paasdorf                                                   | Mistelbach             | 2022 | | ⊙ bei Obere Hauptstraße 2                                                |
|                                         | Bücherschrank             | Mistelbach, Katastralgemeinde Kettlasbrunn                            | Mistelbach             | | Offener Bücherschrank | ⊙ Milchhausstraße                                                        |
|                                         | Telefonzelle              | Mödling                                                               | Mödling                | 2016 | Die Bücherzelle („Theater-Bücherschrank“) steht vor dem Stadttheater. | ⊙ Babenbergergasse 5, 2340 Mödling                                       |
|                                         | Telefonzelle              | Mödling                                                               | Mödling                | | Die Bücherzelle („LES(E)BAR“) steht direkt beim Eingang vom „soogut“-Sozialmarkt. | ⊙ Bahnstraße 4, 2340 Mödling                                             |
|                                         | Schrank                   | Mödling                                                               | Mödling                | | Der Schrank befindet sich vor dem Restaurant „PiNO Ristorante, Pizzeria & Enoteca“. | ⊙ Brühlerstraße 6, 2340 Mödling                                          |
|                                         | Schrank                   | Mödling                                                               | Mödling                | 1. Juni 2017 | Der Offene Bücherschrank vor dem Geschäft „Welt der Biere“ von Rauf Kamill (Postpartner 2349) war der sechste seiner Art in der Stadt. | ⊙ Ferdinand Buchberger-Gasse 11, 2340 Mödling                            |
|                                         | Schrank                   | Mödling                                                               | Mödling                | 6. Apr. 2016 | Der Offene Bücherschrank beim „ARGE Chance“-Areal vom Ökogarten Mödling war der vierte seiner Art in der Stadt. | ⊙ Guntramsdorfer Straße 16, 2340 Mödling                                 |
|                                         | Schrank                   | Mödling                                                               | Mödling                | 2021 | Der Offene Bücherschrank befindet sich vor der Volkshilfe. | ⊙ Hauptstraße 10, 2340 Mödling                                           |
|                                         | Schrank                   | Mödling                                                               | Mödling                | | Der Offene Bücherschrank befindet sich vor der Pflegeagentur „Grüner Apfel“. | ⊙ Hauptstraße 42, 2340 Mödling                                           |
|                                         | Schrank                   | Mödling                                                               | Mödling                | | Der Bücherschrank befindet sich gegenüber vom Restaurant „Bachstubn“ im Hyrtlpark. | ⊙ Ecke Untere Bachgasse / Duursmagasse 13, 2340 Mödling                  |
|                                         | Schrank                   | Mödling                                                               | Mödling                | | Der Internationale Bücherschrank bietet englische Bücher. | ⊙ Klostergasse 13, 2340 Mödling                                          |
|                                         | Schrank                   | Mödling                                                               | Mödling                | 2016 | Der Offene Bücherschrank befindet sich gegenüber vom Modegeschäft „LU.ST Design Mödling“. | ⊙ Pfarrgasse 3, 2340 Mödling                                             |
|                                         | Schrank                   | Mödling                                                               | Mödling                | 13. Sep. 2016 | Der Offene Bücherschrank beim „Cafe Grande“ gegenüber der Kirche St. Josef („Waisenhauskirche“ bzw. Orthodoxe Kirchengemeinde zum heiligen Nikolaus) war der fünfte seiner Art in der Stadt. | ⊙ Stefaniegasse 1, 2340 Mödling                                          |
|                                         | Schrank                   | Mödling                                                               | Mödling                | | Der Offene Bücherschrank steht vor der Bücherei Mödling. | ⊙ Dr. Hanns Schürff-Gasse 14, 2340 Mödling                               |
|                                         | Telefonzelle              | Muckendorf-Wipfing, Ortschaft Muckendorf an der Donau                 | Tulln                  | 2016 | Die Bücherzelle („Offener Bücherschrank“) steht am Amtshausplatz direkt neben dem Café und Nahversorger „Plauderei“. | ⊙ Bahnstraße 7, 3426 Muckendorf-Wipfing                                  |
|                                         | Telefonzelle              | Natschbach-Loipersbach, Katastralgemeinde Natschbach                  | Neunkirchen            | 2019 | Die von Schülern und Kindergartenkindern optisch gestaltete Bücherzelle („NaLoLi Bücherwurm“) steht beim Gemeindezentrum und Musikverein bzw. Musikschule Natschbach-Loipersbach. | ⊙ Loipersbacherstraße 20, 2620 Natschbach-Loipersbach                    |
|                                         | Telefonzelle              | Neuhofen an der Ybbs                                                  | Amstetten              | 6. Sep. 2022 | Die Bücherzelle („Offener Bücherschrank“) der Bücherei „BMN - Buch Media Neuhofen“ steht in der Nähe der örtlichen Bankstelle der Raiffeisenbank Ybbstal. | ⊙ Ostarichigasse 5, 3364 Neuhofen an der Ybbs                            |
|                                         | Telefonzelle              | Neulengbach                                                           | St. Pölten-Land        | 2022 | Die Bücherzelle („Wanderbücher Tauschzelle“) der Stadtbibliothek in der Höhenstraße ging im Frühjahr 2022 als erste ihrer Art in Neulengbach in Betrieb. | ⊙ Ecke Höhenstraße / Weiningergasse, 3040 Neulengbach                    |
|                                         | Telefonzelle              | Neulengbach                                                           | St. Pölten-Land        | 2022 | Die Bücherzelle wurde auf Initiative von ÖVP-Stadtrat Helmut Leonhartsberger an der Kreuzung Garnisonstraße/L2302-Haager Straße-Vischerstraße aufgestellt und wird von der Stadtbibliothek der Stadtgemeinde Neulengbach betreut. | ⊙ gegenüber von Haager Straße 24, 3040 Neulengbach                       |
|                                         | Telefonzelle              | Neulengbach-Ollersbach                                                | St. Pölten-Land        | 2022 | Die Bücherzelle neben einem HUMANA-Kleidercontainer wurde auf Initiative von ÖVP-Stadtrat Helmut Leonhartsberger aufgestellt und wird von der Stadtbibliothek der Stadtgemeinde Neulengbach betreut. | ⊙ Kirchenstraße 4, 3061 Ollersbach                                       |
|                                         | Bücherregal               | Neulengbach                                                           | St. Pölten-Land        | 21. Apr. 2020 | Das von der lokalen Künstlerin Crista bemalte Bücherregal mit Regenplane wurde vom Verein „Raum_Wagen - Verein zur Förderung der BürgerInnenbeteiligung“ beim „CoWorking-Raum STARTRAUM“ aufgestellt. | ⊙ Rathausplatz 5, Wienerstraße Top 2, 3040 Neulengbach                   |
|                                         | Telefonzelle              | Neulengbach, Katastralgemeinde Tausendblum                            | St. Pölten-Land        | 2022 | Die vom Verein „VANT“ (Arbeiterheim Neulengbach Tausendblum) im Jänner/Februar 2022 beim „Kraftplatz am Kleebühel“ aufgestellte Bücherzelle wurde am 12. März 2022 von Unbekannten gesprengt und wenige Monate danach wieder neu errichtet. | ⊙ Laaerweg, 3040 Neulengbach                                             |
|                                         | Telefonzelle              | Neumarkt an der Ybbs                                                  | Melk                   | | Die Bücherzelle „Minibibliothek für Lesefreudige“ wurde vom Niederösterreichischen Seniorenbund realisiert. | ⊙ Marktplatz 8, 3371 Neumarkt an der Ybbs                                |
|                                         | Telefonzelle              | Neunkirchen                                                           | Neunkirchen            | 20. Dez. 2017 | Die Bücherzelle („Bücherbox der Stadt Neunkirchen - Motto "Lesen verbindet“) vor der Postfiliale 2620 war die erste ihrer Art in der Stadtgemeinde. | ⊙ Postgasse 5a, 2620 Neunkirchen                                         |
|                                         | Telefonzelle              | Neunkirchen                                                           | Neunkirchen            | 26. Juni 2018 | Die Bücherzelle („Bücherbox der Stadt Neunkirchen - Motto "Lesen verbindet“) bei der Bushaltestelle „Neunkirchen Bahnstraße“ ist die zweite ihrer Art in der Stadtgemeinde. | ⊙ Bahnstraße 18, 2620 Neunkirchen                                        |
|                                         | Schrank                   | Neusiedl a.d. Zaya                                                    | Gänserndorf            | 2017 | | ⊙ bei Bahnstraße 34                                                      |
|                                         | Bücherregal               | Nöchling                                                              | Melk                   | 2021 | Das offene Bücherregal („Bücherkasten“) befindet sich im Foyer der SB Bankstelle Nöchling der Raiffeisenbank Region Amstetten. | ⊙ Unterer Markt 8, 3691 Nöchling                                         |
|                                         | Telefonzelle              | Nußdorf ob der Traisen, Ortschaft Reichersdorf                        | St. Pölten-Land        | 2022 | Die Bücherzelle bei der Freiwilligen Feuerwehr wurde von der Landjugend Reichersdorf-Nussdorf durch Umwandlung einer bestehenden Telefonzelle im Rahmen eines dreitägigen Projektmarathons geschaffen. | ⊙ Obere Dorfstraße 34, 3134 Nußdorf ob der Traisen                       |
|                                         | Telefonzelle              | Nußdorf ob der Traisen, Ortschaft Franzhausen                         | St. Pölten-Land        | 2022 | Die Bücherzelle bei der Bushaltestelle „Franzhausen/Traisen Ortsmitte“ neben der Katholischen Pfarrkirche hl. Johannes der Täufer wurde von der Landjugend Reichersdorf-Nussdorf durch Umwandlung einer bestehenden Telefonzelle im Rahmen eines dreitägigen Projektmarathons geschaffen. | ⊙ Nußdorfer Straße 1, 3134 Nußdorf ob der Traisen-Franzhausen            |
|                                         | Telefonzelle              | Obritzberg-Rust, Ortschaft Kleinhain                                  | St. Pölten-Land        | 5. Juli 2019 | Die Bücherzelle der Pfarrbücherei Hain steht beim HdG-Spielplatz in der Nähe des Hauses der Gemeinschaft neben der freiwilligen Feuerwehr Hain-Zagging. | ⊙ Kremserstraße 51, 3123 Kleinhain                                       |
|                                         | Kabine                    | Orth an der Donau                                                     | Gänserndorf            | Sep. 2021 | Die „Orther Bücherzelle“ (einsehbare Kabine) beim Buswartehäuschen direkt vor dem Gemeindeamt wurde von der „Jungen Generation Orth/Donau“ der SPÖ organisiert. | ⊙ Am Markt 26, 2304 Orth an der Donau                                    |
|                                         | Telefonzelle              | Perchtoldsdorf                                                        | Mödling                | 18. Juni 2016 | Die Bücherzelle („Les(e)bar“) bei der Spitalskirche Hl. Dreifaltigkeit wurde von Christine Wochermayer-Lützow von der Buchhandlung „Buchladen Valthe Perchtoldsdorf“ und den „Wir Niederösterreicherinnen ÖVP Frauen Perchtoldsdorf“ initiiert. | ⊙ gegenüber von Beatrixgasse 1/Ecke Wiener Gasse, 2380 Perchtoldsdorf    |
|                                         | Telefonzelle              | Perchtoldsdorf                                                        | Mödling                | | Die Bücherzelle „bücher to go“ ist eine Initiative von Traude Lukas. | ⊙ Brunner Gasse 27, 2380 Perchtoldsdorf                                  |
|                                         | Telefonzelle              | Perchtoldsdorf                                                        | Mödling                | | Die Bücherzelle („Bücherbox“) steht beim NÖ-Landeskindergarten Aspetten. | ⊙ Aspettenstraße 27, 2380 Perchtoldsdorf                                 |
|                                         | Bücherbaum                | Persenbeug-Gottsdorf                                                  | Melk                   | 2015 | Die „Öffentliche Baumbibliothek“ vom „Verein Soziales & Mobiles Persenbeug-Gottsdorf“ steht am Marktplatz neben einem barocken Figurenbildstock von Felix von Cantalice. | ⊙ Rathausplatz 2, 3680 Persenbeug                                        |
|                                         | Bücherbaum                | Persenbeug-Gottsdorf                                                  | Melk                   | | Die „Öffentliche Baumbibliothek“ vom „Verein Soziales & Mobiles Persenbeug-Gottsdorf“ steht direkt beim Persenbeuger Generationenspielplatz. | ⊙ gegenüber von Donaustraße 14, 3680 Persenbeug                          |
|                                         | Bücherregal               | Petzenkirchen                                                         | Melk                   | | Das Offene Bücherregal steht direkt im örtlichen Marktgemeindeamt und ist zugänglich während der Öffnungszeiten (Stand Jänner 2023): Montag bis Freitag 08.00 - 12.00h sowie Montag 15.00 bis 18.00h und Donnerstag 15.00 bis 17.00h. | ⊙ Bergmann-Platz 2, 3252 Petzenkirchen                                   |
|                                         | Telefonzelle              | Pfaffstätten                                                          | Baden                  | 2021 | Diese erste „Bücherzelle“ in Pfaffstätten steht neben einem Kaugummiautomat bei der Zufahrt zum Friedhof. | ⊙ Wüstegasse 16, 2511 Pfaffstätten                                       |
|                                         | Bücherschrank             | Pitten                                                                | Neunkirchen            | | Der Offene Bücherschrank befindet sich in einem eigenen Pavillon. | ⊙ Kurt Schagerer-Park, 2823 Pitten                                       |
|                                         | Schrank                   | Plank am Kamp                                                         | Krems-Land             | | Verschönerungsverein Plank am Kamp | ⊙ Kirchengasse beim Strandbad                                            |
|                                         | Telefonzelle              | Pöchlarn                                                              | Melk                   | 23. Aug. 2016 | Die „1. Pöchlarner Bücherzelle“ wurde auf Initiative der Gemeinderätin Gabriele Strahberger von Mitgliedern des Vereins „Volkshaus“ (wo die Zelle auch steht) und der SPÖ Pöchlarn realisiert. | ⊙ Regensburgerstraße 47, 3380 Pöchlarn                                   |
|                                         | Bücherschrank             | Pöchlarn                                                              | Melk                   | Sep. 2019 | Der vom Verein „Lebenswelt Familie“ betreute Büchertauschschrank „die Lesebucht“ ist aufgeteilt in zwei Bereiche für Erwachsenen- bzw. Kinderbücher. | ⊙ Oskar-Kokoschka-Straße 16, 3380 Pöchlarn                               |
|                                         | Telefonzelle              | Pöggstall                                                             | Melk                   | Juli 2023 | Die von der örtlichen Bücherei betreute Bücherzelle („Büchertreff“) mit dem Motto „Nimm mich, lies mich, bring mich!“ steht beim Elektrofachgeschäft „Expert Lenz“ in der Nähe vom Kanonenrondell (Barbakane) neben dem Schloss Pöggstall. | ⊙ Hauptplatz 2, 3650 Pöggstall                                           |
|                                         | Bücherfenster             | Pottenstein                                                           | Baden                  | | Das Bücherfenster befindet sich in der Nähe des Lebensmittelgeschäfts „Dorfladen“. | ⊙ Hauptplatz 2, 2563 Pottenstein                                         |
|                                         | Telefonzelle              | Prinzersdorf                                                          | St. Pölten-Land        | | Der „Offene Bücherschrank“ steht im Künstlerpark am Steurergrund. | ⊙ Schillerstraße 2, 3385 Prinzersdorf                                    |
|                                         | Telefonzelle              | Puchberg am Schneeberg                                                | Neunkirchen            | 2019 | Die von Schülern der 4. Volksschulklasse gestaltete Bücherzelle („Mini-Bibliothek“) steht bei der Bushaltestelle „Wr. Neustädter Straße 2“ neben der Brücke über den Sebastianbach. | ⊙ Wiener Neustädterstraße 4, 2734 Puchberg am Schneeberg                 |
|                                         | Bücherschrank             | Purgstall an der Erlauf                                               | Scheibbs               | | Der Metallschrank bei der Pfarrkirche hl. Petrus ersetzt eine bis dahin als „Offener Bücherschrank“ dienende Telefonzelle. | ⊙ Kirchenplatz 6, 3251 Purgstall an der Erlauf                           |
|                                         | Telefonzelle              | Purgstall an der Erlauf                                               | Scheibbs               | | Der „Offene Bücherschrank“ wurde vom „Arbeitskreis Bücherdorf“ beim Müllplatz im Ortsteil Pratersiedlung aufgestellt. | ⊙ Föhrengasse 7, 3251 Purgstall an der Erlauf                            |
|                                         | Telefonzelle              | Purgstall an der Erlauf                                               | Scheibbs               | | Die Bücherzelle („Offener Bücherschrank“) mit der Bezeichnung „Bücherdorf“ steht beim Erlauftalbad. | ⊙ Graf Schaffgotsch-Gasse 2, 3251 Purgstall an der Erlauf                |
|                                         | Telefonzelle              | Purkersdorf                                                           | St. Pölten-Land        | | Die von der Stadtbibliothek betreute Bücherzelle (Büchertauschbörse der Leseregion „Wir 5 im Wienerwald“) steht gegenüber dem Rathaus beim Café Zeit. | ⊙ Hauptplatz 1, 3002 Purkersdorf                                         |
|                                         | Holzhütte                 | Pyhra                                                                 | Bezirk St. Pölten-Land | 1. Sep. 2019 | Die Bücherhütte mit der Bezeichnung „Leseeck“ („Die Oase zum Lesen und Naschen“) am Spielplatz neben der örtlichen Volksschule wurde gemeinsam mit einem Insektenhotel im Rahmen eines Projektmarathons von „Tat.Ort.Jugend“ durch die Landjugend errichtet (die Bildmontage zeigt Vorder- und Rückseite). | ⊙ Wiedener Straße 9, 3143 Pyhra                                          |
|                                         | Telefonzelle              | Raasdorf                                                              | Gänserndorf            | 2015 | Die Bücherzelle der Kinder- und Jugendbibliothek (KiBi) Raasdorf ist eine Initiative von Familie Hubert Niedermayer und steht seit Frühling 2015 im alten Dorf auf einer Grünfläche neben „Zupi’s Grill“ und der Tabaktrafik „Stephan Ghobrial“ hinter der römisch-katholischen Pfarrkirche hl. Magdalena. | ⊙ Altes Dorf 44, 2281 Raasdorf bei Wien                                  |
|                                         | Bücherschrank             | Retz                                                                  | Hollabrunn             | 2014 | Der Metallschrank ist dem Znaimerturm (ehemaliger Feuerturm) mit dem Znaimertor nachempfunden. | ⊙ Hauptplatz 2, 2070 Retz                                                |
|                                         | Bücherschrank             | Rohrbach an der Gölsen                                                | Lilienfeld             | März 2021 | Der Bücherschrank („Rohrbücherei“) am 2019 neugestalteten Hauptplatz ist ein Projekt der niederösterreichischen Landesaktion „NÖ Gemeinde21“. | ⊙ Hauptplatz, 3163 Rohrbach an der Gölsen                                |
|                                         | Telefonzelle              | Rohrendorf bei Krems                                                  | Krems-Land             | 19. Sep. 2021 | Die beleuchtete Bücherzelle neben der Volksschule bei der Katholischen Pfarrkirche Rohrendorf Hl. Koloman wurde anlässlich der Eröffnung des „Tut gut-Schrittewegs“ in Betrieb genommen. | ⊙ Obere Hauptstraße 21, 3495 Rohrendorf bei Krems                        |
|                                         | Telefonzelle              | Scheibbs                                                              | Scheibbs               | 2020 | Die von der Liste „Team SPÖ Scheibbs“ initiierte und vom lokalen Künstler Phillip Netolitzky gestaltete Bücherzelle steht seit Ende 2019 am Standort einer bis dahin noch aktiven Telefonzelle links vor der Ignaz-Höfinger-Brücke (alte Postbrücke) gegenüber vom Hotel „N8Quartier“. | ⊙ Bahnhofstraße 1, 3270 Scheibbs                                         |
|                                         | Bücherschrank             | Scheibbs                                                              | Scheibbs               | März 2014 | Der Offene Bücherschrank bei der Werkstätte „Scheibbser Keramik“ der Lebenshilfe NÖ war eine Idee von Einrichtungsleiter Hans Kreimel. | ⊙ Rutesheimer Straße 2, 3270 Scheibbs                                    |
|                                         | Telefonzelle              | Schönbühel-Aggsbach, Ortschaft Aggsbach-Dorf                          | Melk                   | 2019 | Die Bücherzelle steht direkt beim Marktgemeindeamt Schönbühel-Aggsbach. | ⊙ Hauptstraße 43, 3394 Aggsbach Dorf                                     |
|                                         | Telefonzelle              | Schönbühel-Aggsbach, Katastralgemeinde Schönbühel an der Donau        | Melk                   | 2021 | Die Bücherzelle steht gegenüber vom Marktplatz hinter dem Gemeindeamt Schönbühel-Aggsbach. | ⊙ Schloßstraße 2, 3394 Schönbühel an der Donau                           |
|                                         | Telefonzelle              | Schrattenbach                                                         | Neunkirchen            | 19. Mai 2018 | Die Bücherzelle („Mini-Bibliothek“) wurde auf Initiative von ÖVP-Gemeinderätin Marina Burger gegenüber vom Gemeindeamt aufgestellt und im Zuge des Generationenfestes anlässlich der Eröffnung des Ende 2017 fertiggestellten Generationenplatzes ihrer Bestimmung übergeben. | ⊙ gegenüber von Rosental 30, 2733 Schrattenbach                          |
|                                         | Telefonzelle              | Schrattenthal                                                         | Hollabrunn             | 2021 | Die Bildmontage zeigt die Bücherzelle („Offener Bücherschrank Schrattenthal“) neben einer aktiven Telefonzelle bei der Bankstelle Schrattenthal der Raiffeisenkasse Retz-Pulkautal. | ⊙ Schrattenthal 41, 2073 Schrattenthal                                   |
|                                         | Telefonzelle              | Schwarzau am Steinfeld                                                | Neunkirchen            | Jan. 2023 | Die Bücherzelle steht bei der Katholischen Pfarrkirche Schwarzau am Steinfeld hl. Johannes der Täufer. | ⊙ Kirchenplatz 4, 2625 Schwarzau am Steinfeld                            |
|                                         | Telefonzelle              | Seefeld-Kadolz, Katastralgemeinde Großkadolz                          | Hollabrunn             | | Die Bücherzelle mit dem Motto „nimm eins, lies eins, bring eins.“ steht gegenüber der Raiffeisenbank Seefeld-Hadres. | ⊙ Großkadolz 178, 2062 Seefeld-Großkadolz                                |
|                                         | Telefonzelle              | Seitenstetten                                                         | Amstetten              | | Standort der „Bücherbox“ am Parkplatz neben dem BildungsZentrum St. Benedikt | ⊙ Promenade 13, 3353 Seitenstetten                                       |
|                                         | Bücherregal               | Seitenstetten                                                         | Amstetten              | 18. Juni 2018 | Standort im Hofgarten („-KOMMT UND SEHT-“) beim Stift | ⊙ Am Klosterberg 5, 3353 Seitenstetten                                   |
|                                         | Telefonzelle              | Seitenstetten                                                         | Amstetten              | 11. Apr. 2019 | Die seit 2017 vom Kultur- und Sportausschuss geplante „Bücherbox“ steht direkt am Spielplatz gegenüber vom Friedhof. | ⊙ Sankt Veit 2, 3353 Seitenstetten                                       |
|                                         | Telefonzelle              | Sieghartskirchen                                                      | Tulln                  | | Die mit einer Solarbeleuchtung ausgestattete Bücherzelle („WORTSCHÄTZE in Bewegung“) steht im Rathauspark neben dem Gemeindeamt. | ⊙ Wiener Straße 12, 3443 Sieghartskirchen                                |
|                                         | Bücherschrank             | Sierndorf                                                             | Korneuburg             | 2019 | Der Offene Bücherschrank („lese treff“) steht vor der Gemeindebücherei „lese.treff.sierndorf“. | ⊙ Prager Straße 3, 2011 Sierndorf                                        |
|                                         | Telefonzelle              | Sonntagberg, Ortschaft Böhlerwerk                                     | Amstetten              | 22. März 2024 | Die vom Ortsentwicklungsverein auf Initiative von Regina Wührer beim Hintereingang der Volksschule Böhlerwerk aufgestellte Bücherzelle („Bücherwurm“) ist über den Kindergartenweg erreichbar und wurde am Freitag vor den Osterferien gemeinsam mit den Schülern eröffnet. | ⊙ Waidhofner Straße 42, 3333 Böhlerwerk                                  |
|                                         | Telefonzelle              | Sooß                                                                  | Baden                  | Juni 2021 | Die Bücherzelle („LeseZeit“) steht beim Rathaus. | ⊙ Hauptstraße 48, 2504 Sooß                                              |
|                                         | Telefonzelle              | Spillern                                                              | Korneuburg             | 2022 | Die Bücherzelle befindet sich zwischen Volksschule und der römisch-katholischen Pfarrkirche Heiliger Geist. | ⊙ Kirchenplatz 2, 2104 Spillern                                          |
|                                         | Telefonzelle              | St. Andrä-Wördern                                                     | Tulln                  | 2013 | Die Bücherzelle („Offener Bücherschrank“) steht bei der Bücherei „Eulennest“ der Marktgemeinde St. Andrä-Wördern. | ⊙ Altgasse 28, 3423 St. Andrä-Wördern                                    |
|                                         | Telefonzelle              | St. Andrä-Wördern, Ortschaft Greifenstein                             | Tulln                  | 2015 | Die von der Gemeindebücherei „Eulennest“ initiierte und im Rahmen eines vom Jugendtreff „Meet You“ abgehaltenen Workshops mit dem Graffiti-Künstler OHM gestaltete Bücherzelle („Offener Bücherschrank“) steht am Badeplatz (bzw. Badewiese) gegenüber vom Restaurant „Alte Hafenschenke“ beim Beachvolleyball-Platz Greifenstein.                                                                                      | ⊙ Am alten Hafen 1, 3422 St. Andrä-Wördern                               |
|                                         | Bücherschrank             | St. Andrä-Wördern                                                     | Tulln                  | 2012 | Der Offene Bücherschrank steht vor der privaten Montessori-Schule „KreaMont“. | ⊙ Greifensteiner Straße 31, 3423 St. Andrä-Wördern                       |
|                                         | Bücherschrank/Büchertisch | St. Andrä-Wördern                                                     | Tulln                  | | Der Offene Bücherschrank sowie ein zusätzlicher Tisch für Kinderbücher (die Bildmontage zeigt beide) befinden sich im Bereich des Schanigartens im Innenhof vom Gasthaus „Hofküche“ im sozio-ökonomischen Zentrum für kooperatives Arbeiten, Lernen und Leben „Dorfplatz“. | ⊙ Josef-Karner-Platz 1, 3423 St. Andrä-Wördern                           |
|                                         | Telefonzelle              | St. Andrä-Wördern, Ortschaft Kirchbach                                | Tulln                  | 2024 | Die Bücherzelle („Bücherschrank“) ohne eingebaute Regale steht seit Sommer 2024 neben der Haltestelle „Steinriegl Hirschbergweg“ der Buslinie 445. | ⊙ Kreuzung Weidlingbachstraße/Am Steinriegl, 3413 St. Andrä-Wördern      |
|                                         | Bücherregal               | St. Georgen am Ybbsfelde                                              | Amstetten              | | Das Offene Bücherregal befindet sich in der Bankstelle St. Georgen/Y. der Raiffeisenbank Region Amstetten. | ⊙ Marktstraße 26, 3304 St. Georgen am Ybbsfelde                          |
|                                         | Telefonzelle              | St. Leonhard am Forst                                                 | Melk                   | 19. Okt. 2019 | Die Bücherzelle („Buach fia di“) der Pfarrbücherei Ruprechtshofen wurde anlässlich der Eröffnung des neuen Hauptplatzes eingeweiht. | ⊙ Hauptplatz 9, 3243 St. Leonhard am Forst                               |
|                                         | Telefonzelle              | St. Martin-Karlsbach, Katastralgemeinde St. Martin am Ybbsfelde       | Melk                   | 2021 | Die Bücherzelle bei der Volksschule ist eine Initiative der geschäftsführenden SPÖ-Gemeinderätin Rosemarie Magerer und wurde im Sommer 2022 neugestaltet. | ⊙ Lindenstraße 2, 3376 St. Martin am Ybbsfelde                           |
|                                         | Telefonzelle              | St. Peter in der Au                                                   | Amstetten              | Mai 2020 | Die vom Team der örtlichen Öffentlichen Bibliothek betreute Bücherzelle wurde von Mitarbeitern des Bauhofs beim Kreuzfeld-Kinderspielplatz aufgestellt und von Schülern der Polytechnischen Schule zu einem offenen Bücherregal umfunktioniert. | ⊙ Ecke Ignaz-Dürrer Straße/Am Kreuzfeld, 3352 Sankt Peter in der Au      |
|                                         | Telefonzelle              | St. Peter in der Au, Katastralgemeinde St. Michael am Bruckbach       | Amstetten              | 31. Okt. 2020 | Die vom örtlichen Dorferneuerungsverein realisierte Bücherzelle steht beim NÖ Landeskindergarten bzw. Spielplatz „St. Michael“. | ⊙ St. Michael 5, 3352 St. Michael am Bruckbach                           |
|                                         | Bücherregal               | St. Pölten - Dompfarre                                                | St. Pölten             | März 2025 | Im Vorraum zur Pfarrkanzlei der Dompfarre Zugänglich zu den Kanzleizeiten der Dompfarre (Mo - Fr 08.00 bis 12.00, Di in der Schulzeit zusätzlich 15.00-17.00) | ⊙ Domplatz 1, 3100 St. Pölten                                            |
|                                         |                           | St. Pölten                                                            | St. Pölten             | März 2014 | „Book Sharing Shelf“, initiiert von Dawn Kremslehner-Haas und Petra Lesnik | ⊙ Matthias Corvinus-Straße 15, Lounge der Fachhochschule                 |
|                                         | Bücherregale              | St. Pölten                                                            | St. Pölten             | | Die Offenen Bücherregale befinden sich vor der Campus-Bibliothek in der Bertha von Suttner Privatuniversität; zugänglich während der Öffnungszeiten (Stand Oktober 2023): Montag und Donnerstag von 08.00 bis 16.00 Uhr sowie Dienstag, Mittwoch und Freitag von 08.00 bis 14.00h. | ⊙ Campus-Platz 1, 3100 St. Pölten                                        |
|                                         | Telefonzelle              | St. Pölten                                                            | St. Pölten             | 2016 | Die Bücherzelle („Bücherschrank“) mit einer extra Bücherbox für neu abgegebene Bücher steht im „Sonnenpark - Park der Vielfalt“ in der Nähe des Bereiches „Schlangenwald“ und ist am schnellsten zugänglich vom nördlichen Ende des Parkplatzes. | ⊙ Spratzerner Kirchenweg 81–83, 3100 St. Pölten                          |
|                                         | Telefonzelle              | St. Pölten-Wagram                                                     | St. Pölten             | 2021 | Die von Eva Rein und der SPÖ-Stadträtin Renate Gamsjäger sowie der Kultur-Initiative Wagram (Kiwa) zur Verfügung gestellte Bücherzelle steht beim Geschäft „Kosmetik Wagram“ am Michaelplatz in Oberwagram. | ⊙ Michaelplatz/Oriongasse 2, 3100 St. Pölten                             |
|                                         | Telefonzelle              | St. Pölten, Stadtteil Viehofen                                        | St. Pölten             | 2009 | Die Bücherzelle steht beim Restaurant „Seedose“ am Ostufer des großen Viehofner Sees. | ⊙ Dr. Adolf Schärf-Straße 21, 3107 St. Pölten                            |
|                                         | Telefonzelle              | St. Pölten                                                            | St. Pölten             | | Die von der SPÖ initiierte Bücherzelle steht beim Linzer Tor neben einem Briefkasten vor dem Gebäude der St. Pöltner Stadtwerke. | ⊙ Ecke Linzerstraße/Julius Raab-Prommenade 49, 3100 St. Pölten           |
|                                         | Telefonzelle              | St. Pölten                                                            | St. Pölten             | | Die Bücherzelle steht beim Zugang von der Schulgasse. | ⊙ Schillerplatz, 3100 St. Pölten                                         |
|                                         | Telefonzelle              | St. Pölten, Stadtteil Harland                                         | St. Pölten             | 2021 | Die Bücherzelle wurde auf Initiative von Mitgliedern der VP Stattersdorf-Harland (ÖVP St. Pölten) rund um Obmann Josef Zwettler beim Naturfreunde-Bootshaus aufgestellt. | ⊙ Harlander Straße 28, 3100 St. Pölten                                   |
|                                         | Telefonzelle              | St. Pölten, Stadtteil Harland                                         | St. Pölten             | | Die seit ca. 2019 existierende Bücherzelle in der Katastralgemeinde Altmannsdorf ist eine Initiative der örtlichen Volkspartei. | ⊙ Salcherstraße 166, 3104 St. Pölten-Altmannsdorf                        |
|                                         | Telefonzelle              | St. Pölten, Stadtteil Ratzersdorf an der Traisen                      | St. Pölten             | 2020/2021 | Die „Bücherbox“ wurde als Service der SPÖ St. Pölten auf Initiative von Bürgermeister Matthias Stadler, dem Nationalratsabgeordneten Robert Laimer und Gemeinderat Hans-Joachim Haiderer im Park nahe der Frauenschuhgasse aufgestellt. | ⊙ Ecke Frauenschuhgasse 17/Mohngasse, 3100 St. Pölten                    |
|                                         | Telefonzelle              | St. Pölten, Stadtteil Spratzern                                       | St. Pölten             | Sep. 2020 | Die „Bücher-Tausch-Box“ steht direkt beim Gästehaus Aquilin. | ⊙ Aquilin Hacker-Straße 52, 3100 St. Pölten                              |
|                                         | Telefonzelle              | St. Pölten, Stadtteil Stattersdorf                                    | St. Pölten             | 2019 | Die neben der Tür zu Parzelle 58 der Kleingartenanlage ASGV-Stattersdorf aufgestellte Bücherzelle ist eine Initiative der örtlichen ÖVP und wurde von Schülerinnen und Schüler der Sport-NMS Theodor Körner gestaltet. | ⊙ Alter Schulweg 8, 3100 St. Pölten                                      |
|                                         | Telefonzelle              | St. Valentin                                                          | Amstetten              | 12. Nov. 2014 | Die vom Kulturausschuss der Stadtgemeinde realisierte Bücherzelle („Buchbox“) steht in der Wartehalle des Valentiner Bahnhofs. | ⊙ Westbahnstraße 29, 4300 St. Valentin                                   |
|                                         | Telefonzelle              | St. Valentin                                                          | Amstetten              | 12. Nov. 2014 | Die vom Kulturausschuss der Stadtgemeinde realisierte Bücherzelle steht zwischen Pfarrkirche und Raiffeisenbank auf dem Areal des Bauernmarktes an der Haagerstraße. | ⊙ zwischen Hauptplatz 17 und Hauptplatz 19, 4300 St. Valentin            |
|                                         | Telefonzelle              | St. Valentin                                                          | Amstetten              | 12. Nov. 2014 | Die vom Kulturausschuss der Stadtgemeinde realisierte Bücherzelle („Buchbox“) befindet sich vor dem Stadtbad. | ⊙ Perovitstraße 2, 4300 St. Valentin                                     |
|                                         | Telefonzelle              | Statzendorf                                                           | St. Pölten-Land        | 2020 | Die im August 2020 im Rahmen des Projektmarathons von der örtlichen Landjugend errichtete Bücherzelle steht gegenüber der Volksschule bei der Bushaltestelle „Statzendorf Volksschule“ am sogenannten Kirchenparkplatz. | ⊙ An der Schottergrube / gegenüber von Hauptstraße 33, 3125 Statzendorf  |
|                                         | Holzhütte                 | Steinakirchen am Forst                                                | Scheibbs               | 11. Sep. 2020 | Die Bücherhütte mit dem Motto „Ge-h-lesen“ im Gastgarten des Restaurants beim „Salettl zum grünen Baum“ wird vom Dorferneuerungsverein „Steinakirchen AKTIV“ betreut. | ⊙ Unterer Markt 16a, 3261 Steinakirchen am Forst                         |
|                                         | Bücherschrank             | Stockerau                                                             | Korneuburg             | 2016 | Der Offene Bücherschrank steht bei der Bushaltestelle „Stockerau Sparkassaplatz“. | ⊙ Sparkassaplatz 5, 2000 Stockerau                                       |
|                                         | Bücherschrank             | Stockerau                                                             | Korneuburg             | 2015 | Der Offene Bücherschrank steht direkt neben dem Eingang zum Park beim Kulturzentrum Belvedereschlössl (Bezirksmuseum). | ⊙ Belvederegasse 3, 2000 Stockerau                                       |
|                                         | Bücherregal               | Stockerau                                                             | Korneuburg             | | Das Offene Bücherregal steht im Foyer der Raiffeisenbank Stockerau; zugänglich zu den Öffnungszeiten von 05.00 Uhr bis 24.00h (Stand Juni 2023). | ⊙ Rathausplatz 2, 2000 Stockerau                                         |
|                                         | Bücherregal               | Stockerau                                                             | Korneuburg             | | Das vom Soroptimist Club Stockerau betreute Offene Bücherregal steht im Supermarkt „Billa Plus“ neben den Kundentoiletten; zugänglich während der Öffnungszeiten (Stand Ende November 2024): Montag bis Freitag von 07.15 bis 19.30h sowie samstags von 07.15 bis 18.00h. | ⊙ Wienerstraße 38, 2000 Stockerau                                        |
|                                         | Telefonzelle              | Strengberg                                                            | Amstetten              | 2017 | Standort der auf Initiative des Lesekreises Strengberg zur Bücherzelle umgebauten original englischen Telefonzelle ist im Eingangsbereich der Volksschule im Strengberger Bildungszentrum. | ⊙ Schulplatz 3, 3314 Strengberg                                          |
| Buswartehaus, offener Bücherschrank     | Bushaltestelle Warteraum  | Stronsdorf, Ortschaft Patzmannsdorf                                   | Mistelbach             | 2020 | Die „Buchhaltestelle“ wird von der Pfarrbibliothek Patzmannsdorf betrieben. | ⊙                                                                        |
|                                         | Telefonzelle              | Tattendorf                                                            | Baden                  | | Die Bücherzelle („Leseplatzerl“) steht gegenüber vom Gemeindeamt. | ⊙ gegenüber von Hauptplatz 2 / Teesdorfer Straße, 2523 Tattendorf        |
|                                         | Telefonzelle              | Ternitz                                                               | Neunkirchen            | 2021 | Die Bücherzelle („Bücherei“) steht bei der Volksschule Kreuzäckergasse. | ⊙ Kreuzäckergasse 9, 2630 Ternitz                                        |
|                                         | Telefonzelle              | Ternitz, Katastralgemeinde Raglitz                                    | Neunkirchen            | 2021 | Die von der Raglitzer Ortsvorsteherin und SPÖ-Gemeinderätin Petra Kargl organisierte Bücherzelle („Die kleine Dorfbücherei“) steht gegenüber vom Rüsthaus der Freiwilligen Feuerwehr Ternitz-Raglitz. | ⊙ gegenüber von Raglitzer Straße 125, 2620 Ternitz-Raglitz               |
|                                         | Bücherschränke            | Texingtal, Ortschaft Texing                                           | Melk                   | Feb. 2023 | Die von der „BiblioTexing - Öffentliche Bücherei der Pfarre Texing“ betreuten zwei Bücherschränke befinden sich beim Infocenter. | ⊙ Texing 7, 3242 Texingtal                                               |
| Bücherzelle Hauptplatz                  | Bücherschrank             | Traiskirchen                                                          | Baden                  | 2023 | Wo früher eine Bücherzelle stand, dort befindet sich jetzt das „Platzl“ mit einem Bücherschrank. Der moderne Schrank bietet durch die Glasfront einen guten Einblick ins Innere. | ⊙ Hauptplatz 13, 2514 Traiskirchen                                       |
| Bücherzelle Wienersdorf                 | Telefonzelle              | Traiskirchen, Ortsteil Wienersdorf                                    | Baden                  | Okt. 2020 | Die erste Bücherzelle in der Stadtgemeinde wurde auf Initiative von Stadtbibliotheksleiterin und Gemeinderätin Christa Majnek sowie Gemeinderat Robert Eichinger aufgestellt und vom Graffiti-Künstler Stefan Fenzal alias NASKOOL gestaltet. | ⊙ Georg Skrianz-Platz / Ecke Wienersdorfer Hauptstraße, 2514 Wienersdorf |
|                                         | Telefonzelle              | Traiskirchen, Katastralgemeinde Möllersdorf                           | Baden                  | Mai 2022 | Die von Ulrike Oforha initiierte und vom Graffiti-Künstler Stefan Fenzal alias NASKOOL gestaltete Bücherzelle am 2022 eröffneten Ziegelspielplatz im Ortsteil Eigenheimsiedlung ist die zweite in der Stadtgemeinde und bietet hauptsächlich Kinder- und Jugendbücher. | ⊙ Ecke Strandzeile / Fasangasse, 2514 Traiskirchen                       |
|                                         | Telefonzelle              | Traiskirchen                                                          | Baden                  | März 2024 | Die dritte Bücherzelle in Traiskirchen befindet sich gegenüber vom Sozialmarkt „der gute laden“ neben der B17. An der Ecke sind Hochbeete und Sitzgelegenheiten vorhanden. Die neu bemalte Bücherzelle war zuvor am Hauptplatz gestanden und wurde dort, nachdem der Platz vor dem Rathaus umgestaltet worden war, durch einen Bücherschrank ersetzt.                                                                   | Ecke Johann Foissner-Straße und B17, 2514 Traiskirchen                   |
|                                         | Bücherschrank             | Traiskirchen, Katastralgemeinde Tribuswinkel                          | Baden                  | Apr. 2022 | Die Bildmontage zeigt den beleuchteten Offenen Bücherschrank beim Gebäude des Dorferneuerungsvereins „Pro Tribus“. | ⊙ Kirchenplatz 7, 2512 Tribuswinkel                                      |
|                                         | Holzhütte                 | Traismauer                                                            | St. Pölten-Land        | 8. Sep. 2018 | Die Bücherhütte („Lesefass“) der örtlichen Stadtbücherei steht im Schlosspark Traismauer. | ⊙ Hauptplatz 1, 3133 Traismauer                                          |
|                                         | Telefonzelle              | Trumau                                                                | Baden                  | Apr. 2018 | Die beleuchtete Bücherzelle („LESeBAR“) steht beim Marktgemeindeamt (Rathaus). | ⊙ Kirchengasse 6, 2521 Trumau                                            |
|                                         | Bücherschrank             | Tulln an der Donau                                                    | Tulln                  | | Der Offene Bücherschrank der Evangelischen Kirche bei der Heilandskirche im Langenlebarner Viertel war der erste seiner Art in Tulln. | ⊙ Grottenthalgasse 16 (Zufahrt Ennikelgasse), 3430 Tulln                 |
|                                         | Telefonzelle              | Tulln an der Donau                                                    | Tulln                  | | Die Bücherzelle („Bücherbox“) steht in der Nähe des Billa Plus-Supermarkts am Parkplatz des „Soogut“-Sozialmarkts (ehemals „Soma“) beim Second Hand-Laden. | ⊙ Frauentorgasse 10, 3430 Tulln                                          |
|                                         | Telefonzelle              | Tulln an der Donau                                                    | Tulln                  | Juni 2020 | Die Bücherzelle befindet sich beim Donaugastgarten des griechischen Restaurants „Taverna Mythos“ in der Nähe der öffentlichen Toiletten. | ⊙ Donaulände 16, 3430 Tulln                                              |
|                                         | Telefonzelle              | Tulln an der Donau, Ortschaft Langenlebarn-Unteraigen                 | Tulln                  | 2020 | Die Bücherzelle befindet sich zwischen dem Biergarten „Floh’s Donaugartl“ der Gastwirtschaft Floh und Buchinger’s Donauhotel. | ⊙ Donaulände 54, 3425 Langenlebarn                                       |
|                                         | Telefonzelle              | Tullnerbach, Ortschaft Irenental                                      | St. Pölten-Land        | Aug. 2022 | Die Bücherzelle (Büchertauschbörse der Leseregion „Wir 5 im Wienerwald“) wurde im Rahmen des „Projektmarathons“ der Landjugend Niederösterreich am Wundererplatz aufgestellt. Mittlerweile ist die Bücherzelle verlegt worden in die Nähe der Bushaltestelle "Irenental Schulgasse" | ⊙ Schulgasse, 3011 Irenental                                             |
|                                         | Telefonzelle              | Tullnerbach, Ortschaft Lawies                                         | St. Pölten-Land        | Aug. 2022 | Die Bücherzelle (Büchertauschbörse der Leseregion „Wir 5 im Wienerwald“) wurde im Rahmen des „Projektmarathons“ der Landjugend Niederösterreich vor dem Gemeindeamt aufgestellt. | ⊙ Hauptstraße 47, 3013 Tullnerbach                                       |
|                                         | Telefonzelle              | Waidhofen an der Ybbs                                                 | Waidhofen an der Ybbs  | 2016 | Die Bücherzelle wurde auf Initiative des städtischen Magistrates in der Nähe des Stadtturms gegenüber vom Rathaus aufgestellt. | ⊙ Freisingerberg, 3340 Waidhofen an der Ybbs                             |
|                                         | Bücherkiste               | Waidhofen an der Ybbs                                                 | Waidhofen an der Ybbs  | Dez. 2016 | Bücherkiste im Café und Konditorei Erb; zugänglich zu den Öffnungszeiten (Stand Februar 2024): Montag bis Freitag (ausgenommen Ruhetag Mittwoch) von 08.30 Uhr bis 18.00h, Samstag 08.30 Uhr bis 17.30h sowie Sonn- & Feiertag 09.30 Uhr bis 17.00h. | ⊙ Unterer Stadtplatz 36, 3340 Waidhofen an der Ybbs                      |
|                                         | Bücherschrank             | Waldegg                                                               | Wiener Neustadt-Land   | Aug. 2017 | Der vom „Dorferneuerungsverein Gemeinde Waldegg“ initiierte Bücherschrank bei der Toilettenanlage im Heinrich Wohlmuth-Park stand ursprünglich in der dortigen Begegnungszone. | ⊙ Heinrich Wohlmuth-Park, 2754 Waldegg                                   |
|                                         | Bücherregale              | Weissenbach an der Triesting, Katastralgemeinde Neuhaus im Wienerwald | Baden                  | | Die Bildmontage zeigt die vier vom Fremdenverkehrs - und Verschönerungsverein Weissenbach errichteten Offenen Bücherregale („Buchhaltestelle“) im beleuchteten Wartehäuschen bei der Bushaltestelle „Neuhaus/Triesting Ortsmitte“. | ⊙ Hauptplatz 3, 2565 Neuhaus an der Triesting                            |
|                                         | Telefonzelle              | Wiener Neudorf                                                        | Mödling                | 2016 | Die Bücherzelle beim Gemeindeamt war die erste ihrer Art in Wiener Neudorf. | ⊙ Europaplatz 2, 2351 Wiener Neudorf                                     |
|                                         | Telefonzelle              | Wiener Neudorf                                                        | Mödling                | Feb. 2023 | Die Bücherzelle wird von Regina Mahlberg ehrenamtlich betreut. | ⊙ Schloßmühlgasse 3, 2351 Wiener Neudorf                                 |
|                                         | Telefonzelle              | Wiener Neudorf                                                        | Mödling                | Feb. 2023 | Die Bücherzelle neben dem Spielplatz der Marktgemeinde Wiener Neudorf beim großen Parkplatz wird von Gabi Busch-Weiss ehrenamtlich betreut. | ⊙ gegenüber von Reisenbauer-Ring 4/2, 2351 Wiener Neudorf                |
|                                         | Telefonzelle              | Wiener Neudorf                                                        | Mödling                | | Die Bücherzelle steht vor dem Seerestaurant „Oase“ beim Gemeindeteich (vormals Kahrteich). | ⊙ IZ NÖ-Süd Straße 3, 2351 Wiener Neudorf                                |
|                                         | Bücherregal               | Wiener Neudorf                                                        | Mödling                | 21. Dez. 2023 | Die Bildmontage zeigt die Holzhütte („Givebox“) im Innenhof (Durchgang) der alten Volksschule mit einem Offenen Bücherregal im Außenbereich, das nur für Kinderbücher und -spiele gedacht ist. | ⊙ Parkstraße 33, 2351 Wiener Neudorf                                     |
|                                         | Bücherschrank             | Wiener Neustadt                                                       | Wiener Neustadt        | 2019 | Der im Auftrag der Stadt Wiener Neustadt von der Firma „Metalltechnik Benda“ hergestellte und von Jasna Hönigman initiierte Offene Bücherschrank steht in der Fußgängerzone in der Innenstadt auf Höhe der Parfumerie „Hoelbling“. | ⊙ Neunkirchner Straße 17, 2700 Wiener Neustadt                           |
|                                         | Bücherschrank             | Wiener Neustadt                                                       | Wiener Neustadt        | Dez. 2019 | Der von der Firma „Metalltechnik Benda“ hergestellte Offene Bücherschrank ist der zweite seiner Art in der Stadt und steht in der Innenstadt in der Fußgängerzone auf Höhe des dm-drogerie markt bzw. der Kinderbetreuungseinrichtung. | ⊙ Wiener Straße 28, 2700 Wiener Neustadt                                 |
|                                         | Bücherschrank             | Wiener Neustadt                                                       | Wiener Neustadt        | 20. Sep. 2024 | Der dritte Offene Bücherschrank in Wiener Neustadt steht in einem Wohngebiet in der Gymelsdorfer Vorstadt neben einer Bankfiliale unweit einer Apotheke und eines großen Supermarkts. | ⊙ Stadlgasse Ecke Marktgasse, 2700 Wiener Neustadt                       |
|                                         | Bücherschrank             | Wiener Neustadt                                                       | Wiener Neustadt        | Okt. 2024 | Der Bücherschrank im Stadtpark ist speziell für Kinderbücher bestimmt. | ⊙ Stadtpark gegenüber den Kasematten, 2700 Wiener Neustadt               |
|                                         | Telefonzelle              | Wienerwald, Katastralgemeinde Sittendorf                              | Mödling                | 2022 | Die in den Gemeindefarben rot, gelb und grün bemalte Bücherzelle vor der ÖKO-Volksschule Wienerwald war eine Idee der pensionierten Professorin Andrée Heindl und ist nur für Kinder- und Jugendbücher gedacht. | ⊙ Gaadner Straße 24, 2393 Sittendorf bei Wien                            |
|                                         | Telefonzelle              | Wienerwald, Katastralgemeinde Sulz im Wienerwald                      | Mödling                | 2020 | Die „Bücherecke“ mit Solarbeleuchtung wurde von Vizebürgermeister Karl Breitenseher (Grüne) initiiert, realisiert und finanziert. Projekt-Träger ist der Kulturverein Wienerwald, welcher auch für die Betreuung der Bücherzelle zuständig ist, die zwischen der Pfarrkirche „Mariä Namen“ und dem ehemaligen Gemeindeamt steht.                                                                                        | ⊙ Kirchenplatz 7, 2392 Sulz im Wienerwald                                |
|                                         | Schränke                  | Wieselburg                                                            | Scheibbs               | 2013 | Der auf Initiative des Vereins „Zukunft Wieselburg“ vom Künstler Haimo Hüttinger hergestellte rote Schrank steht gegenüber vom Rathaus vor dem Zugang zum Schlosspark neben einem weiteren, der nur für Kinderbücher vorgesehen ist. | ⊙ Hauptplatz, 3250 Wieselburg                                            |
|                                         | Telefonzelle              | Wieselburg                                                            | Scheibbs               | 2023 | Die von der örtlichen Öffentlichen Bücherei betreute Bücherzelle („Bücherdschungel“) am Lions-Club-Weg im 2022 eröffneten Wieselburger Stadtwald in der Nähe des Bahnhofs wurde von Schülerinnen und Schülern der Computer-Mittelschule Wieselburg gestaltet. | ⊙ Lions-Club-Weg/Stadionstraße, 3250 Wieselburg                          |
|                                         | Telefonzelle              | Wilhelmsburg                                                          | St. Pölten-Land        | 2024 | Die vom gemeinnützigen Verein zur Förderung der Lesefreudigkeit in Wilhelmsburg „Lesefreu(n)de“ betreute Bücherzelle mit der Aufschrift „Aufgeblättert“ steht seit Sommer 2024 bei der Freizeitanlage Wasenmühle. | ⊙ Wasenmühle 3b, 3150 Wilhelmsburg                                       |
|                                         | Telefonzelle              | Wilhelmsburg                                                          | St. Pölten-Land        | 2024 | Die vom gemeinnützigen Verein zur Förderung der Lesefreudigkeit in Wilhelmsburg „Lesefreu(n)de“ betreute Bücherzelle mit der Aufschrift „Aufgeblättert“ steht seit Sommer 2024 zwischen dem Haus der Musik und dem Parkbad Wilhelmsburg. | ⊙ Stadtpark 4, 3150 Wilhelmsburg                                         |
|                                         | Telefonzelle              | Wilhelmsburg                                                          | St. Pölten-Land        | 2024 | Die vom gemeinnützigen Verein zur Förderung der Lesefreudigkeit in Wilhelmsburg „Lesefreu(n)de“ betreute Bücherzelle mit der Aufschrift „Aufgeblättert“ steht seit Sommer 2024 im Schubertpark. | ⊙ gegenüber von Bahnhofstraße 15, 3150 Wilhelmsburg                      |
|                                         | Telefonzelle              | Willendorf                                                            | Neunkirchen            | | Die Bücherzelle („Willendorfer Bücherbox“) steht beim Gemeindeamt. | ⊙ Puchberger Straße 36, 2732 Willendorf am Steinfelde                    |
|                                         | Bücherschrank             | Winklarn                                                              | Amstetten              | Juli 2018 | Der von der Gemeinde betreute Öffentliche Bücherschrank befindet sich beim ortsplatzseitigen Zugang zum Festsaal (Gemeindesaal) bei der Volksschule. | ⊙ Schulweg 2, 3300 Winklarn                                              |
|                                         | Telefonzelle              | Winzendorf-Muthmannsdorf, Katastralgemeinde Muthmannsdorf             | Wiener Neustadt-Land   | März 2021 | Die Bücherzelle („Bücherbox“) wurde von der SPÖ Winzendorf aufgestellt. | ⊙ Ecke Hauptstraße / Burgstallstraße, 2723 Muthmannsdorf                 |
|                                         | Telefonzelle              | Ybbsitz                                                               | Amstetten              | 20. Mai 2022 | Die Bücherzelle beim Stiegenaufgang zur „Rudolf Kremayr Bücherei - Spezialbibliothek Metall“ im Haus der Begegnung ersetzt eine Telefonzelle, die zuvor am gleichen Platz gestanden hatte. | ⊙ Markt 13, 3341 Ybbsitz                                                 |
|                                         | Telefonzelle              | Zelking-Matzleinsdorf                                                 | Melk                   | 2019 | Die Bücherzelle befindet sich neben der Schule und gegenüber dem Lebensmittelgeschäft „Nah&Frisch Reithner“. | ⊙ Pöchlarnerstraße 6, 3393 Zelking-Matzleinsdorf                         |
|                                         | Telefonzelle              | Zelking-Matzleinsdorf                                                 | Melk                   | 2019 | Die Bücherzelle befindet sich an der Melkerstraße in der Nähe des Matzleinsdorfer Kriegerdenkmals. | ⊙ Dorfplatz, 3393 Zelking-Matzleinsdorf                                  |

## Liste ehemaliger Bücherschränke
| Bild | Ausführung            | Ort                                              | Seit          | abgebaut (festgestellt) | Anmerkung | Lage                                     |
| ---- | --------------------- | ------------------------------------------------ | ------------- | ----------------------- | --- | ---------------------------------------- |
|      | Schrank mit Plexiglas | Achau                                            | 2016          |                         | Der durch die öffentliche Bücherei Achau initiierte Bücherschrank stand gegenüber einem Postkasten und dem Bankomaten und wurde im Jahr 2019 durch eine Bücherzelle ersetzt. | ⊙ Schul- und Kirchenweg, 2481 Achau      |
|      | Bücherschrank         | Amstetten                                        | Amstetten     |                         | Der Offene Bücherschrank beim Naturbad Amstetten wurde von der Stadtbücherei Amstetten eingerichtet. | ⊙ Stadionstraße 6–8, 3300 Amstetten      |
|      | Telefonzelle          | Gerersdorf                                       | 24. Dez. 2016 | 2024                    | Die vom Verein „Dorferneuerung Gerersdorf“ zu Weihnachten 2016 vor dem Heiligen Abend offiziell eröffnete Bücherzelle mit dem Motto „tauschen statt kaufen“ zwischen dem NÖ Landeskindergarten und der Raiffeisenbank wurde aufgrund einer Baustelle entfernt. Bis jetzt (Sommer 2024) gibt es noch keinen neuen Standort. | ⊙ Florianiplatz 4, 3385 Gerersdorf       |
|      | Bücherbox             | Hausleiten                                       |               | 2024                    | Die Bücherbox und Givebox aus Plastik standen auf einer Mauer beim Eingangstor eines nicht bewohnten Hauses. | ⊙ Bahnhofstraße 11, 3464 Hausleiten      |
|      | Schrank               | Markersdorf-Haindorf, Katastralgemeinde Mitterau |               |                         | Der Offene Bücherschrank befand sich im Carport am Spielplatz in Mitterau. | ⊙ Mitterau 65, 3388 Markersdorf-Mitterau |
|      | Schrank               | Mödling                                          | 2016          | 23. Juni 2024           | | ⊙ Neusiedlerstraße 12, 2340 Mödling      |
|      | Schrank               | Purkersdorf, St. Pölten-Land                     | 2017          |                         | Der nach eigenen Plänen von der Schlosserei Orman gebaute „Offene Bücherschrank Nr. 1“ neben dem Fürstenbergbrunnen wurde von Leo Nemec jun. initiiert und von der Gemeinde umgesetzt. | ⊙ Hauptplatz, 3002 Purkersdorf           |